# Frintrop
Frintrop (Borbecksch Platt: Frentrop) ist der westlichste Stadtteil der Stadt Essen, wobei er an die Nachbarstädte Oberhausen und Mülheim an der Ruhr grenzt. Im Nordosten schließt sich der Essener Stadtteil Dellwig und im Süden der Stadtteil Bedingrade an.

## Charakter

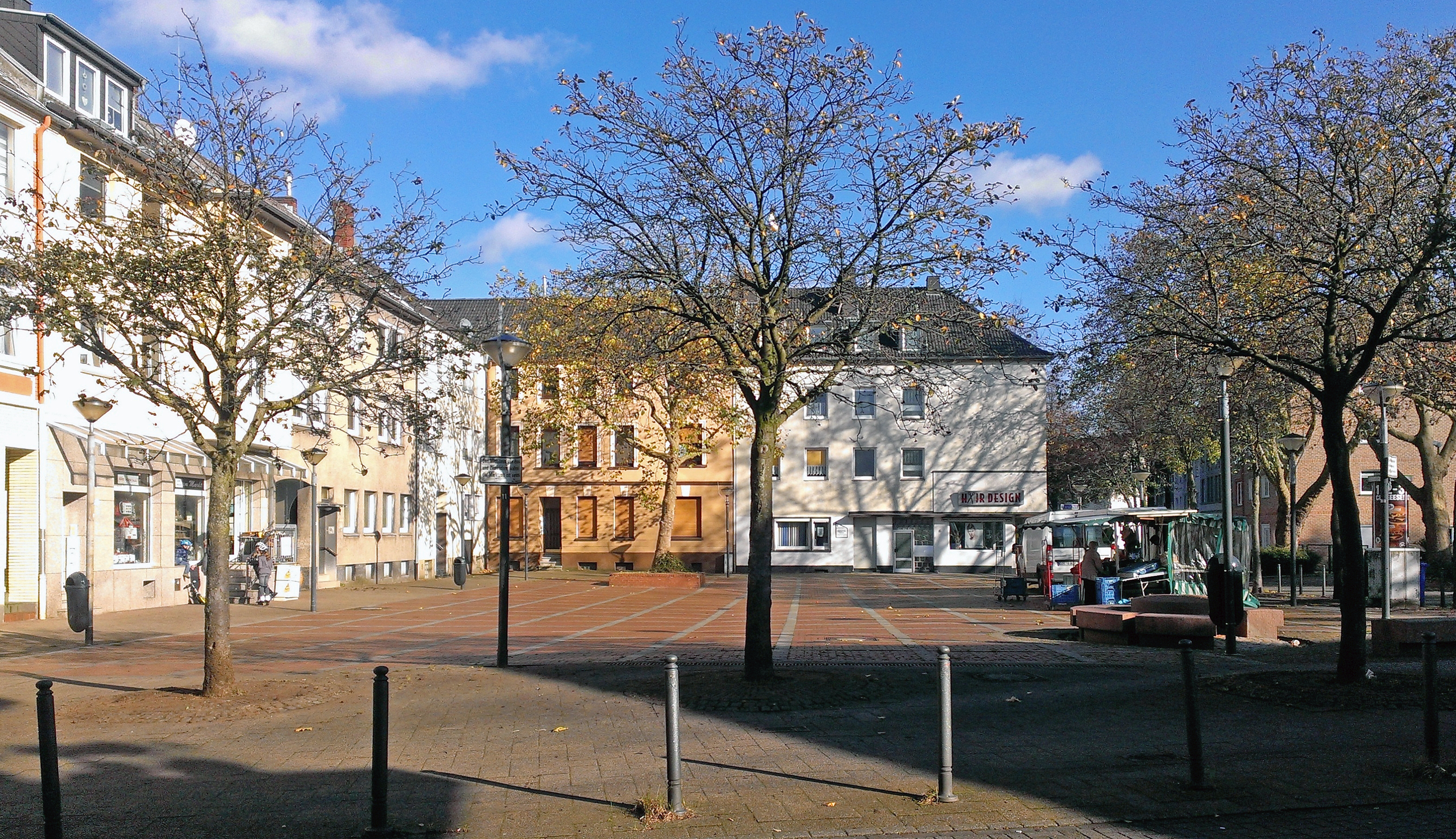
Frintroper Markt in Unterfrintrop

Frintrop erstreckt sich über zwei Ebenen: das im Volksmund sogenannte Oberfrintrop mit der St.-Josef-Kirche in der Straße Himmelpforten, und Unterfrintrop mit dem Markt- und dem Leoplatz (bis 2008 Standort der Herz-Jesu-Kirche). Oben und unten ergibt sich aus der Randlage des Ortes am Südhang des Emschertals. Der Schildberg bietet eine Weitsicht über das Tal, wobei laut amtlichem Kataster der geographisch höchste Punkt zwischen Reck- und Frintroper Straße auf 87,2 m Höhe, und der niedrigste nahe der Straße Schemmannsfeld mit 36 m Höhe liegt.
Bis auf einen schmalen nordöstlichen Bereich mit der Postleitzahl 45357 gilt im ganzen Stadtteil Frintrop die Postleitzahl 45359, welche die höchste im Essener Stadtgebiet darstellt.
In Frintrop überwiegt dichte Wohnbebauung mit Grün- und landwirtschaftlichen Flächen. An der oberen Frintroper Straße, in der Straße Himmelpforten und am unteren Höhenweg befinden sich Einzelhandelsgeschäfte. Das nächste Mittelzentrum liegt im Stadtbezirk in Borbeck-Mitte. In Oberfrintrop gibt es seit 2019 einen Wochenmarkt an der St.-Josef-Kirche. Der etwas ländliche und auch kleinstädtische Charakter Frintrops ist bis in die Gegenwart erhalten geblieben. Der von alten Bäumen wie Schwarzerlen, Eschen, Weiden, Buchen und Ahornen umsäumte Barchembach bildet einen Teil der westlichen Stadtteilgrenze. Östlich, nahe der Stadtgrenze zu Oberhausen, fließt der renaturierte Läppkes Mühlenbach, der bis Anfang der 1990er Jahre als offener Abwasserkanal genutzt wurde. Hier befindet sich der Läppkes Hof mit der ehemaligen Läppkes Mühle. In den Läppkes Mühlenbach mündet rechtsseitig der Heilgraben genannte Bach, der überwiegend südlich parallel zur Wilhelm-Segerath-Straße verläuft.
Mit 8447 Einwohnern im Dezember 2018 liegt der Anteil an der gesamten Essener Bevölkerung bei 1,43 Prozent. Die Bevölkerungsdichte liegt bei 4310 Einwohnern pro Quadratkilometer, dabei sind 52,4 Prozent weiblich. Personen mit ausschließlich deutscher Staatsangehörigkeit bilden 84,5 Prozent der Frintroper Bevölkerung. Es gibt zu diesem Zeitpunkt 4521 Privathaushalte.

### Verkehr

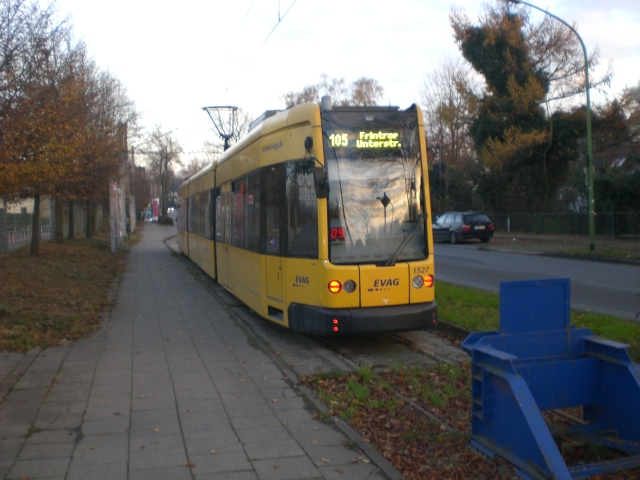
Straßenbahnlinie 105 an der Endhaltestelle Unterstraße

Die Frintroper Straße als Teil der Bundesstraße 231 verläuft von Südosten nach Nordwesten quer durch Ober- und Unterfrintrop. Durch sie ist der Stadtteil einerseits mit der Anschlussstelle Borbeck an der Aktienstraße an die A 40 sowie andererseits im angrenzenden Oberhausen an die Autobahnen A 42 und A 516 angebunden.
Im Personennahverkehr Frintrops verkehren die Straßenbahnlinie 105 sowie die Stadtbuslinien 143 und 185 und die Nachtexpresslinie NE11 der Ruhrbahn, sowie seit dem 7. Januar 2018 die Buslinie SB94 der STOAG. Endhaltestellen der Straßenbahnlinie 105 sind an der Unterstraße zur Stadtgrenze nach Oberhausen, welche auch Endstelle der Linie SB94 ist, und auf der Frintroper Höhe, wo sich eine Gleisschleife befindet.
| Linie | Verlauf | Takt (Mo–Fr)        | Betreiber        |
| ----- | --- | ------------------- | ---------------- |
| 105   | Naturlinie 105: Frintrop Unterstraße (Stadtgrenze Oberhausen) – Bedingrade – Abzweig Aktienstraße – Borbeck Süd Bf – Helenenstraße – U Berliner Platz – U Rheinischer Platz – U Rathaus Essen – U Essen Hbf – Essen Süd – Bergerhausen – Rellinghausen Finefraustraße | 10 min              | Ruhrbahn         |
| SB94  | Essen-Frintrop Unterstraße (Anschluss an Straßenbahnlinie 105) – Stadtgrenze Essen – Marienburgstraße – Rathaus – Oberhausen Hbf – Bero-Zentrum – Lirich – Buschhausen Mitte – OB-Sterkrade Bf – Osterfeld Mitte – OB-Osterfeld Süd Bf – Marina/Sea-Life              | 20 min              | STOAG            |
| 143   | Borbeck Bf – Borbeck Lindnerpl. – Essen-Gerschede – Bedingrade – Essen-Frintrop – Oberhausen-Bermensfeld – Knappenmarkt – Bismarckstraße – Rathaus – Oberhausen Hbf – DU-Obermeiderich Bf – Oberhausen-Alstaden Fröbelplatz                                           | 20 min 10 min (HVZ) | STOAG / Ruhrbahn |
| 185   | Borbeck Bf – Borbeck Fürstäbtissinstr. – Bedingrade – Essen-Gerschede – Dellwig – Essen-Dellwig Bf – Essen-Frintrop – Neue Mitte Oberhausen | 20 min              | Ruhrbahn / STOAG |
| NE11  | Essen Hbf – Rathaus Essen – Berliner Platz – Helenenstraße – Borbeck Süd Bf – Abzweig Aktienstraße – Bedingrade – Frintrop Unterstraße – Oberhausen-Neue Mitte Oberhausen – Ziesakplaza – Theater/Ebertbad – Oberhausen Hbf                                           | 60 min              | Ruhrbahn / STOAG |

Es gibt Pläne, die Linie 105 nach Oberhausen weiterzubauen. Zwar lehnten die befragten Oberhausener Bürger diese im Ratsbürgerentscheid vom 8. März 2015 mit 57 Prozent Nein-Stimmen ab, jedoch wurde bereits Ende November 2015 die Maßnahme der Verlängerung der Straßenbahnlinie 105 von Essen-Frintrop zum CentrO in Oberhausen von den Städten Essen und Oberhausen erneut in den ÖPNV-Bedarfsplan des Landes Nordrhein-Westfalen angemeldet, der von 2017 bis 2030 gilt, und in diesen aufgenommen. Die Verlängerung der Linie 105 ist im aktuellen Nahverkehrsplan (Stand 2017) fortgeschrieben worden. Damit wäre es seit 2017 möglich, im Zeitraum bis 2030 die Straßenbahnverbindung zwischen Essen und Oberhausen zu realisieren.

#### Geschichte der Straßenbahn

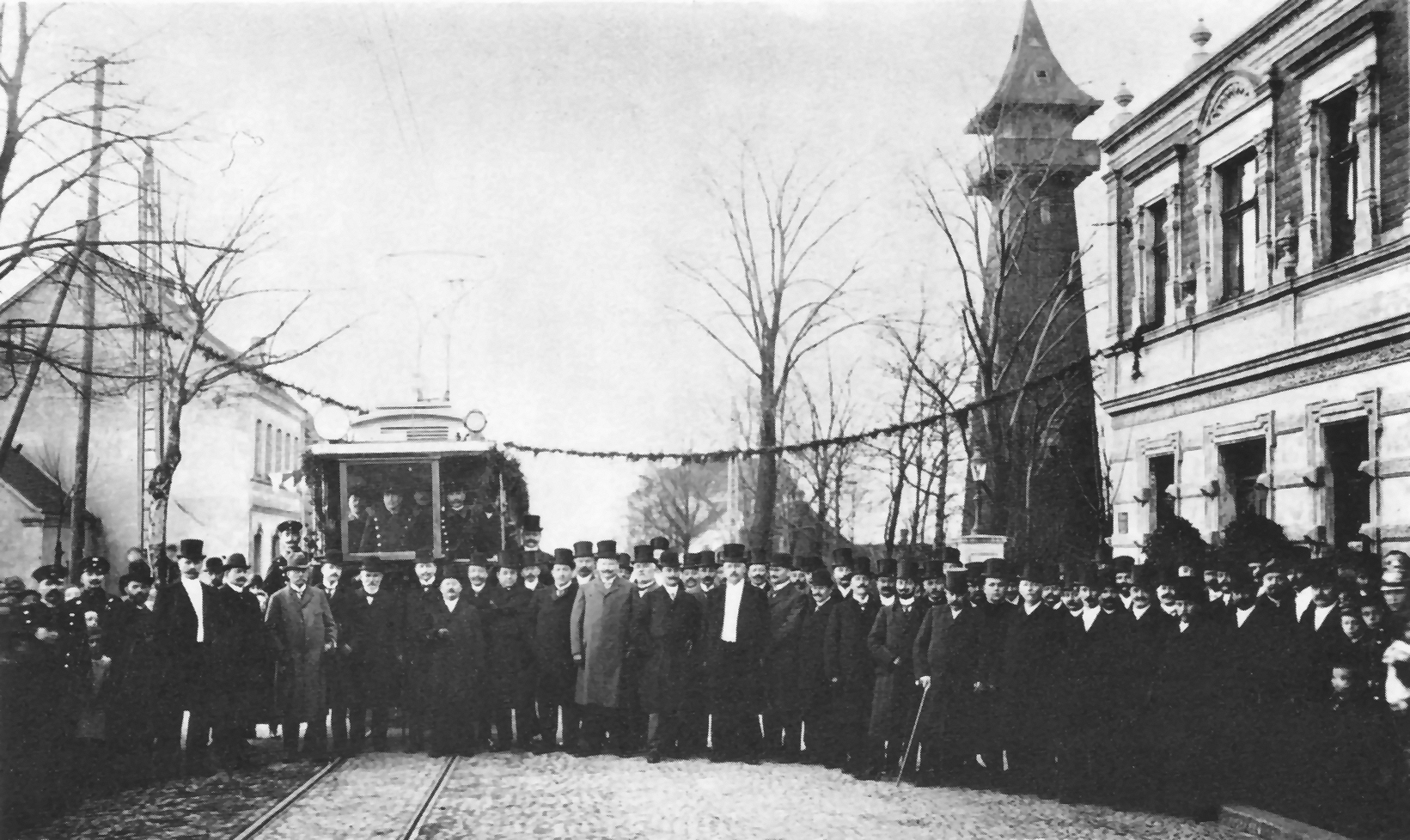
Einweihung der Straßenbahn 1910, rechts der hölzerne Aussichtsturm bei der Gaststätte Voßkühler

Zunächst befuhr die Strecke Borbeck-Mitte – Dellwig – Unterfrintrop zweimal täglich ein Pferde-Omnibus der Spedition van Eupen. Am 21. Dezember 1898 eröffnete die elektrische Straßenbahnlinie 5, betrieben durch die 1895 gegründete Süddeutsche Eisenbahn-Gesellschaft AG (SEG), diese Verbindung von Unterfrintrop über die Unterstraße und weiter über Dellwig nach Borbeck. Am 15. Januar 1900 verlängerte die Stadt Oberhausen diese Linie weiter von Unterfrintrop in ihre Stadt.
Am 14. November 1910 wurde die Straßenbahnlinie 4 von der Frintroper Höhe über Essen Hauptbahnhof zum damaligen Alfredusbad in Bredeney eröffnet. Im Jahr 1911 wurde die Gleisverbindung von der Frintroper Höhe zur Unterstraße gebaut und am 23. Dezember des Jahres eröffnet. 1915 wurde eine neue Straßenbahnlinie von Unterfrintrop nach Lirich (Oberhausen) eingerichtet.
Nach schweren Zerstörungen im Zweiten Weltkrieg wurde die Frintroper Höhe mit der Linie 25 am 8. Oktober 1946 wieder mit der Essener Stadtmitte verbunden. Ab 1949 funktionierte auch die Verbindung nach Oberhausen wieder. 1954 firmierte die Süddeutsche Eisenbahn-Gesellschaft zur Essener Verkehrs-AG (EVAG) um. Seit diesem Jahr gibt es die neue Linie 5 von Oberhausen über Frintrop, Bedingrade, Fliegenbusch, Altendorf und Limbecker Platz nach Essen Hauptbahnhof. Die Straßenbahnlinie 25 blieb als Ergänzung auf der Strecke zwischen Frintroper Höhe und Hauptbahnhof. Hinzu kam auf genau diesem Streckenverlauf die Linie 35, die jedoch über den Essener Hauptbahnhof hinaus weiter bis Zeche Ludwig in Rellinghausen fuhr. Ende der 1960er Jahre wurde die Linie 25 eingestellt, die Linie 35 blieb unverändert. Dafür fuhr jetzt die Linie 5 von Rellinghausen über Essen Hauptbahnhof, Altendorf und Bedingrade nach Frintrop Unterstraße, und fährt seit dem 7. Oktober 1967, als die Stadt Oberhausen in wenigen Jahren ihren gesamten Straßenbahnverkehr stilllegte, bis heute nicht mehr weiter nach Oberhausen. Die Strecke über die Unterstraße nach Dellwig und weiter über Borbeck und die Helenenstraße bis zum Hauptbahnhof befuhr bis etwa 1968 die Linie 26. Sie wurde zu dieser Zeit verkürzt, endete in Dellwig und bediente damit Frintrop nicht mehr. Die Gleise auf der Unterstraße wurden stillgelegt und ab Juni 1968 entfernt. Nachdem 1980 der Verkehrsverbund Rhein-Ruhr gegründet worden war, erhielt die Straßenbahnlinie 5 die dreistellige Nummer 105, um Namensgleichheit mit anderen Städten zu vermeiden.

### Bevölkerung
Am 31. März 2025 lebten 8.600 Einwohner in Frintrop.
Strukturdaten der Bevölkerung in Frintrop (Stand: 31. März 2025):
- Bevölkerungsanteil der unter 18-Jährigen: 15,7 % (Essener Durchschnitt: 16,9 %)[10]
- Bevölkerungsanteil der mindestens 65-Jährigen: 24,6 % (Essener Durchschnitt: 21,7 %)[11]
- Ausländeranteil: 14,5 % (Essener Durchschnitt: 20,6 %)[12]

### Vereine und Zusammenschlüsse
Der Bürger- und Verkehrsverein Essen-Frintrop (BVV Frintrop) übernimmt seit 1922 ehrenamtlich Tätigkeiten, die dem Stadtteil, aber auch seit vielen Jahren dem Nachbarstadtteil Bedingrade, zugutekommen. Unter Wir für Frintrop! haben sich ortsansässige Unternehmer zusammengeschlossen, die sich für eine lebendige Zukunft Frintrops engagieren.
Im Jahr 1910 wurde der Sportverein Adler Frintrop gegründet. Dieser schloss sich im Jahr 2014 mit dem 1913 gegründeten Sportverein Union Frintrop zum Verein Adler Union Frintrop zusammen, dessen Fußballmannschaft heute in der Landesliga Niederrhein 2 spielt. Im Jahr 1903 gründete sich der Turnerbund Essen-Frintrop 1903. Der Sport Club Frintrop (SC Frintrop 05/21) hat sein Domizil im 2023 eröffneten Sport- und Bürgerpark an der Straße Schemmannsfeld.
Frintrop hat zwei Bürger-Schützenvereine, die 1864 bzw. 1919 gegründet wurden. Dazu gibt es den Spielmannszug Gut Freund aus dem Gründungsjahr 1908 und die Karnevalsgesellschaft Fidele Frintroper von 1951.

## Geschichte

### Bis zum 19. Jahrhundert
Der Ort Frintrop wird erstmals in den Isenberger Vogteirollen um 1220 als Vrilincdorpe genannt. Der Name enthält das altniederdeutsche Wort friling in der Bedeutung 'freier Mann'. Es ist aus altsächsischen verfassungsrechtlichen Texten bekannt. Unklar ist nur die besondere Bedeutung dieses 'frei'. Der Kontext, in dem dieses 'frei' zu verstehen ist, ist unbekannt. Genau gleich gebildet ist Frillendorf (Essen), um 1220 ebenfalls Vrilincdorpe, Frentrup in Gladbeck, um 1220 Vrilincdorpe, und Frentrop in Marl, um 1150 Frilingthorpe. Auf eine andere Bedeutung aus keltischem Ursprung als sumpfiges Land deuten neuere Forschungen hin. Weitere Erwähnungen finden sich mit dem Gut Vrynthorp in einem Essener Lehnsprotokoll aus dem Jahr 1360 sowie im vor 1375 entstanden ältesten Memoirenbuch der Essener Kanoniker.
Bis zum Ende des 19. Jahrhunderts, als die Industrialisierung im Ruhrgebiet bereits in vollem Gange war, waren Frintrop und Umgebung Bauernland. Die meisten Höfe lagen verstreut in unmittelbarer Nähe des Hellwegs, des wichtigen Handelswegs, der über Frintrop führte. Dazu gehörten die Bauerngeschlechter Breukelmann (danach benannt die Straßen Breukelmannhof und Breukelmannhang), sowie Kauke und Knotte. Die Familie Knotte stellte das Grundstück zum Bau der Pfarrkirche St. Josef zur Verfügung, zumal der Landwirt Wilhelm Knotte erster Vorsitzender des damaligen Kirchbaukomitees gewesen war und über große Ländereien in Frintrop verfügte. Rund um Frintrop existierten beispielsweise die Bauernhöfe Frintrop, Ressing, Rotthäuser, Terboven, Halfmann, Hüttmann und Eschenbruch. Zu den ältesten Familien in der Bauerschaft Frintrop gehörten neben den Bauern Frintrop die Familie Stöckmann. Der Hof to Stocken, wie der Stöckmannshof damals genannt wurde, umfasste noch vor 200 Jahren 23 Morgen Acker sowie vier Morgen Busch und Wald. Heute leben noch zahlreiche Nachkommen der beiden Familien in Frintrop und Umgebung.
Hugenotten, deren Vorfahren nach der Bartholomäusnacht vom 24. August 1572 aus Frankreich flüchteten, sich am Niederrhein in Wachtendonk niederließen, fanden in Tuchwebereien in Frintrop Arbeit und somit eine neue wirtschaftliche Existenz. Familien mit dem typischen Namen Quay sind sämtlich Handwerker.
In Unterfrintrop, an der Ecke Jagdstraße/Unterstraße, steht das Pestkreuz, ein Wegekreuz, das die Bewohner 1668 zum Dank aufstellten, als die europaweit ausgebrochene Pest auf ihr flehentliches Bitten hin ihren Landstrich verschont hatte.
In Oberfrintrop befindet sich an der Ecke Heilstraße (früher Flurstraße)/Frintroper Straße seit Beginn des 18. Jahrhunderts ein Wegekreuz, im Volksmund Lattenkreuzhannes genannt, das als Wallfahrtskreuz dient, an dem sich jedes Jahr Pilger zu einer Fußprozession nach Kevelaer trafen. Seit 1666 fand jeweils am Freitag vor Mariä Himmelfahrt eine Prozession nach Kevelaer statt, im Ursprung jedoch ab Byfang im Osten von Essen. Das Frintroper Kreuz war einst Sammelpunkt der Pilger aus Borbeck und Niederwenigern, die etwa zwischen 1716 und 1856 nach Kevelaer zogen. Es stand einst auf dem Gartengrundstück eines Vorgängergebäudes der Familie Wiebringhaus. Als Heinrich Wiebringhaus 1909 sein heutiges Geschäftshaus an dieser Straßenecke errichtete, wurde das im Eigentum der Familie befindliche Kreuz in die Eckaußenwand integriert. Von diesem Kreuz könnte die Heilstraße am 14. August 1896 ihren Namen erhalten haben; Im Kreuz ist Heil. Andererseits sagt man, dass die Straße nach einem einst hier wohnenden Heildiener benannt wurde. Seit 1877, dem Bestehen der Pfarrei St. Josef, ist der Ort des Kreuzes vierte Segensstation der Fronleichnamsprozession. Zuletzt wurde das Kreuz im Jahr 2014 restauriert.

#### Friedenseiche

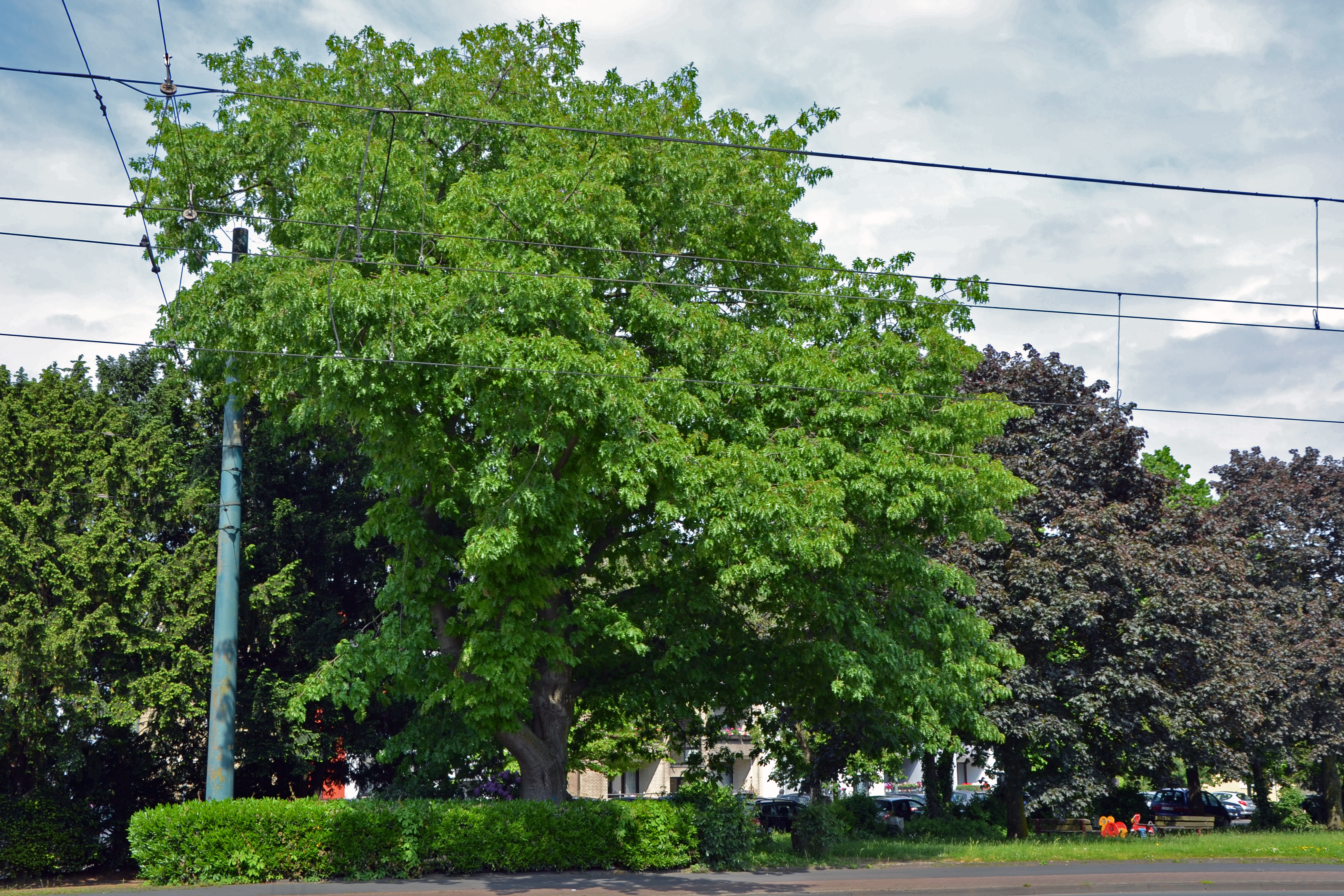
Friedenseiche (2016)

An der nordwestlichen Ecke der Einmündung der Schloßstraße in die Frintroper Straße pflanzte der Krieger-Verein Frintrop, dem Veteranen aus den deutschen Einigungskriegen angehörten, 1872 eine Friedenseiche. Aus unklaren Gründen wurde hier am 19. Januar 1896 erneut eine Friedenseiche gepflanzt, was im Rahmen einer Krönungsfeier des Krieger-Vereins Frintrop stattfand. Unter Beflaggung vieler Häuser gab es einen Festumzug zum Pflanzungsort in Oberfrintrop. Diese Friedenseiche fiel 1944 den Bomben im Zweiten Weltkrieg zum Opfer. 1958 ließ die Stadtverwaltung eine neue Eiche pflanzen, die einem Sturm nicht standhielt. 1964 wurde durch den Bürger- und Verkehrsverein Essen-Frintrop eine vierte Friedenseiche zum Gedenken an die Opfer der Kriege und als Symbol der Mahnung für Frieden und Freiheit gesetzt. Am 29. Juli 1997 wurde der durch den Bürger- und Verkehrsverein Essen-Frintrop neugestaltete Bereich um die Friedenseiche, ergänzt um einen gravierten Findling feierlich an die Bevölkerung übergeben. Seit dem 5. Juli 2010 trägt der Platz offiziell den Namen Zur Friedenseiche.

### Zugehörigkeiten
Im Mittelalter waren die Höfe, die zusammen um 1400 als Bauernschaft Frintrop genannt werden, als sogenannte Unterhöfe in den Oberhof Borbeck, meist in Naturalien, abgabenpflichtig. Nachdem im Jahr 852 das Damenstift Essen durch den Bischof von Hildesheim Altfrid gegründet worden war, wurde der Essener Äbtissin im Jahr 860 durch Erzbischof Gunthar von Köln der Oberhof Borbeck rechtlich zugewiesen. Der Oberhof ging 1288 ganz in den Besitz des Damenstifts über, so dass die Äbtissin als solche das geistige, und als Reichsfürstin erhoben, auch das weltliche Sagen über Borbeck und damit auch Frintrop erhielt. Im Zuge der Säkularisation wurde das Stift 1803 aufgelöst, so dass das Territorium zunächst an Preußen kam.
1808 ging Frintrop zum neu errichteten Département Rhein des französischen Satellitenstaats Großherzogtum Berg. Nach der Neuordnung Europas durch den Wiener Kongress im Jahre 1815 kam Frintrop an die nun preußische Bürgermeisterei Borbeck, die dann zum am 23. April 1816 gegründeten Kreis Essen zählte. Nach dessen Auflösung 1823 gehörte Frintrop bis 1859 als Teil der Bürgermeisterei zum Kreis Duisburg, danach ab 1859 zum wieder neu eingerichteten Landkreis Essen. 1912 kam es zu einer Volksabstimmung zur Eingemeindungsfrage Frintrops, der damals so betitelten Schlacht von Frintrop. Am 1. März 1912 schrieb die Essener Volkszeitung:

„Vivat Assindia! Auch am heutigen Tage findet noch Abstimmung statt. Frintroper, benutzt auch diesen Tag, um der Wahrheit zum Durchbruch zu verhelfen, daß die Mehrzahl der Frintroper für Essen ist! Bei der Abstimmung wurden bis heute nachmittag für Essen 1305, für Oberhausen 499 Stimmen abgegeben.“

Nach rund siebenjährigen Verhandlungen wurden die Eingemeindungsverträge bereits im März 1914 unterschrieben. Schließlich wurde ein Teil Frintrops zusammen mit der Bürgermeisterei Borbeck am 1. April 1915 zur kreisfreien Stadt Essen eingemeindet, wobei Frintrop mehr als die Hälfte seiner Fläche, nämlich 272 Hektar mit rund 5000 Einwohnern an die Stadt Oberhausen abtreten musste. Innerhalb Essens gehört Frintrop heute zum Stadtbezirk IV Borbeck.

### Seit dem 19. Jahrhundert / Industrialisierung

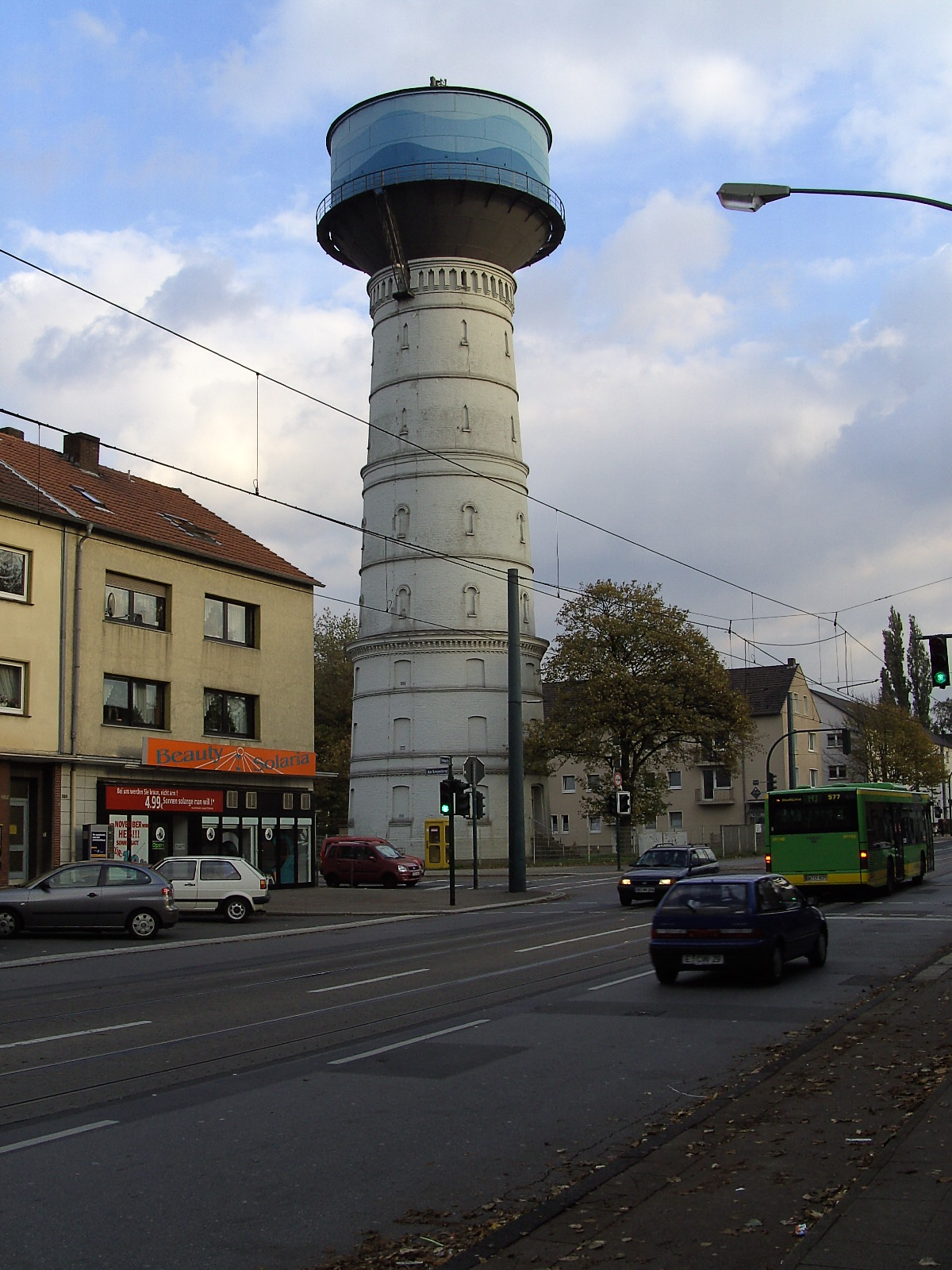
So genannter Frintroper Wasserturm steht jedoch in Bedingrade.

Als markanter Punkt Frintrops gilt der 1897 fertiggestellte und seit 1995 unter Denkmalschutz stehende Wasserturm, der sich jedoch auf dem Gebiet des benachbarten Stadtteiles Bedingrade befindet.
Im Oktober 1922 wurde der Bürger- und Verkehrsverein Essen-Frintrop 1922 e. V. (BVV) gegründet, der bis heute über 200 Mitglieder zählt. Neben der Verbesserung des Ortsbildes und der Verschönerung von Straßen und Plätzen organisiert der BVV seit 1966 auch den überregional bekannten Frintroper Sankt-Martins-Umzug, zu dem jährlich bis zu 8000 Besucher kommen.

#### Kirchen
In Oberfrintrop wurde 1874 mit dem Bau der St.-Josef-Kirche noch auf freiem Feld begonnen, deren erster Bauabschnitt 1877 fertiggestellt war. Es entstand eine dreischiffige neugotische Hallenkirche mit Kreuzrippengewölbe auf Rundpfeilern, deren Konsekration nach baulicher Erweiterung im September 1897 stattfand. Seit 1994 steht sie unter Denkmalschutz. Der Name der Kirche geht auf den Borbecker Pfarrer Josef Legrand zurück, der sich für den Bau der Kirche einsetzte. Der Kirchbau förderte im ausgehenden 19. Jahrhundert in Oberfrintrop die Bautätigkeit, wobei angrenzend und an der Frintroper Straße teils repräsentative Wohn- und Geschäftshäuser entstanden. Unter anderem wurde 1895 mit der Adler-Apotheke die erste Apotheke in Frintrop eröffnet. Sie befand sich an der Ecke Höhenweg/Frintroper Straße (damals Ecke Turmstraße/Oberhausener Straße genannt).
1893 wurde mit dem Bau der evangelischen Gnadenkirche auf dem Schildberg begonnen, die in den 1920er Jahren den Westturm und das Seitenschiff als Anbau erhielt. Nach schweren Kriegsschäden wurde die Gnadenkirche 1948 wiedergeweiht. Sie steht seit 1994 unter Denkmalschutz. An der Nordseite der Pfarrstraße gelegen befindet sich die zur Gemeinde Dellwig-Frintrop-Gerschede gehörende Kirche bereits auf dem Gebiet Dellwigs. In Frintrop finden evangelische Gottesdienste auch im am 11. Juni 1961 geweihten Gemeindezentrum am Kattendahlhang statt.
Der Leo-Kirchbau-Verein wurde kurz vor dem Tod von Papst Leo XIII. gegründet und verhalf zum Bau der Notkirche Herz-Jesu. Am 31. Mai 1908 wurde in Unterfrintrop der Grundstein für diese Notkirche gelegt, die am 4. Oktober 1908 eingeweiht wurde. Diese stellte den Vorgänger der in den Jahren 1952/1953 errichteten katholischen Herz-Jesu-Kirche dar. Ihr erster Spatenstich fand am 1. Juli 1952 an der Stelle der Notkirche statt. Der erste Gottesdienst folgte am 8. Dezember 1953. Im Jahr 1978 wurde die Kirche renoviert und dabei der Innenraum umgestaltet. Im Rahmen der Abwicklung der katholischen Kirche wurde am 13. September 2008 der letzte Gottesdienst gefeiert und das Gebäude danach als erster Kirchbau der Stadt Essen aus diesem Grund abgerissen. Die fünf Bronzeglocken kamen an die Kirche St. Michael in Duisburg-Meiderich, die Turmkreuz und der Wetterhahn befinden sich heute vor dem Papst-Leo-Haus.
In Unterfrintrop an der Jagdstraße gab es seit 1977 ein Gebäude der Neuapostolischen Gemeinde. Nach Gemeindeauflösung wurde das Haus 2022 abgerissen.

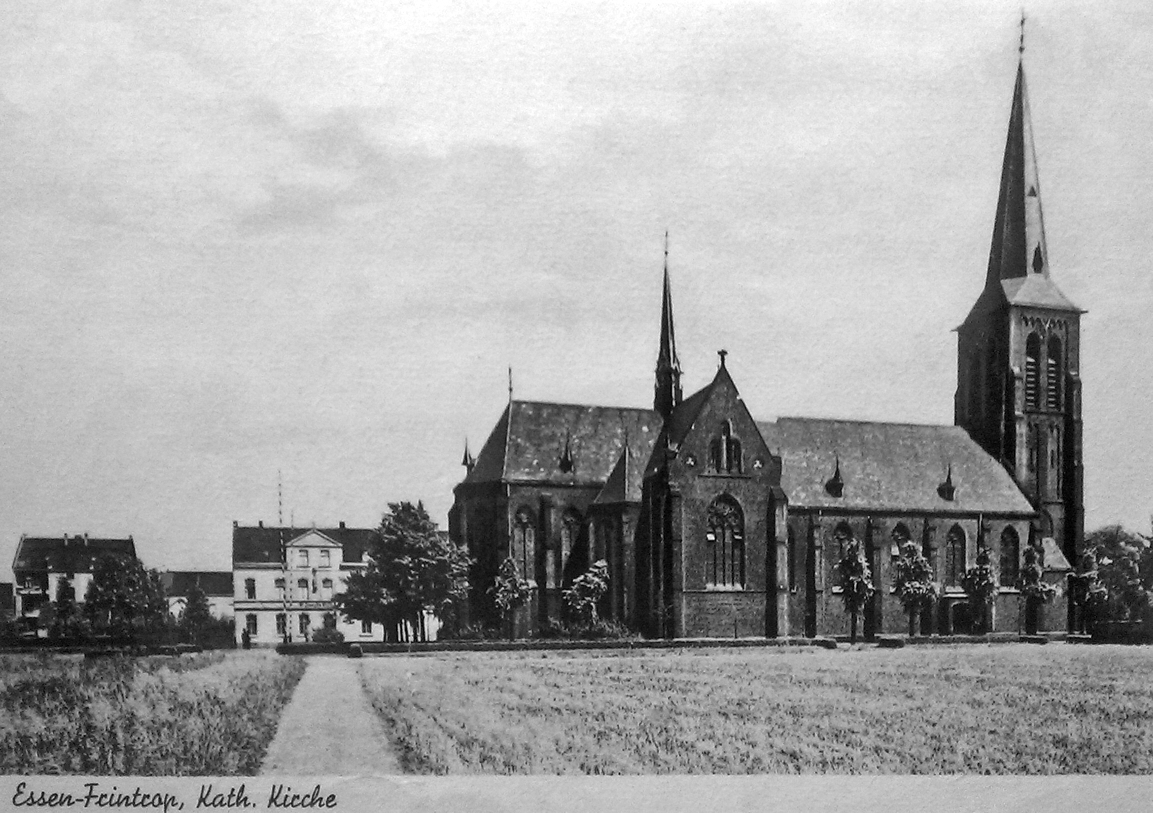
St.-Josef-Kirche um 1900 noch auf freiem Feld
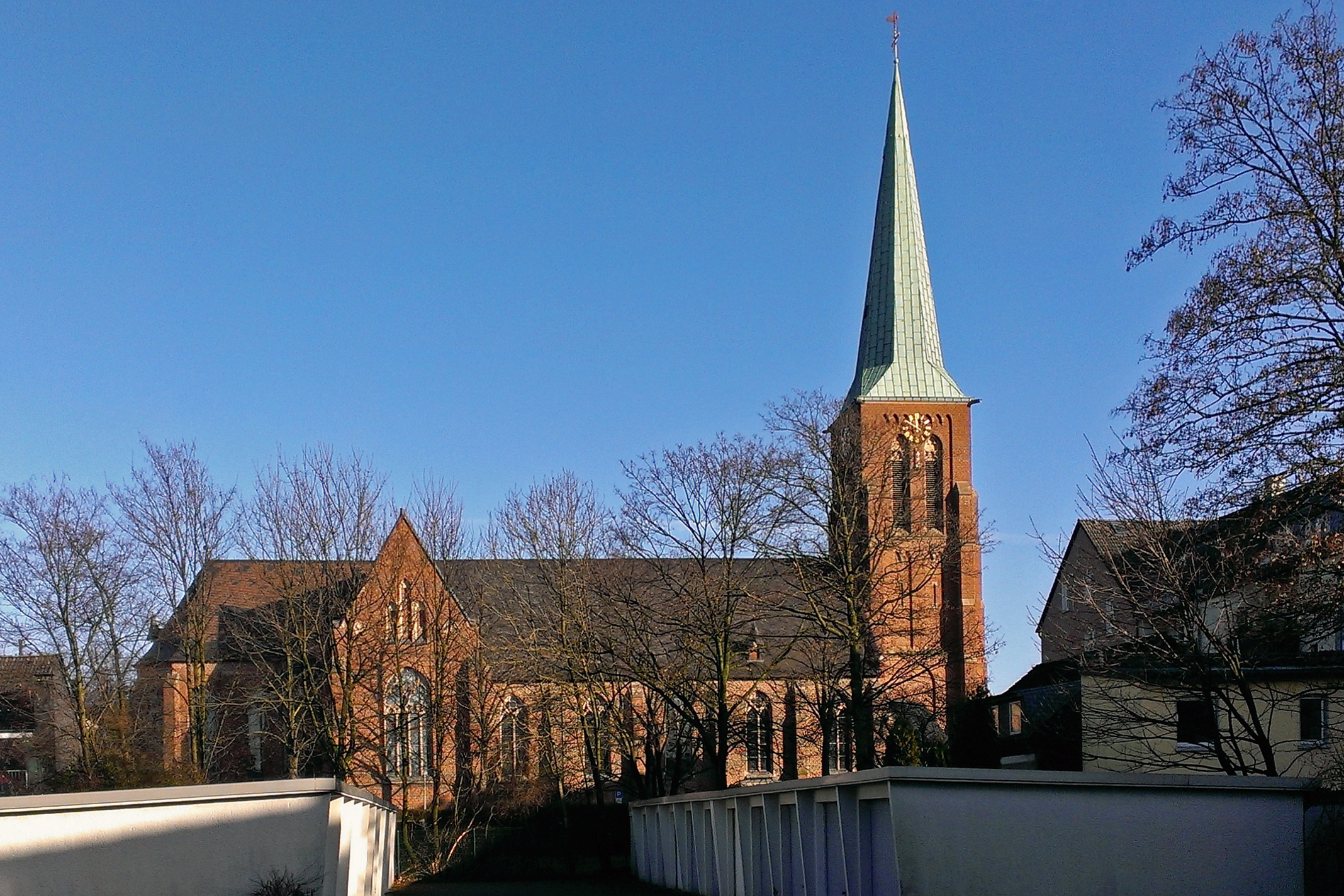
St.-Josef-Kirche 2014
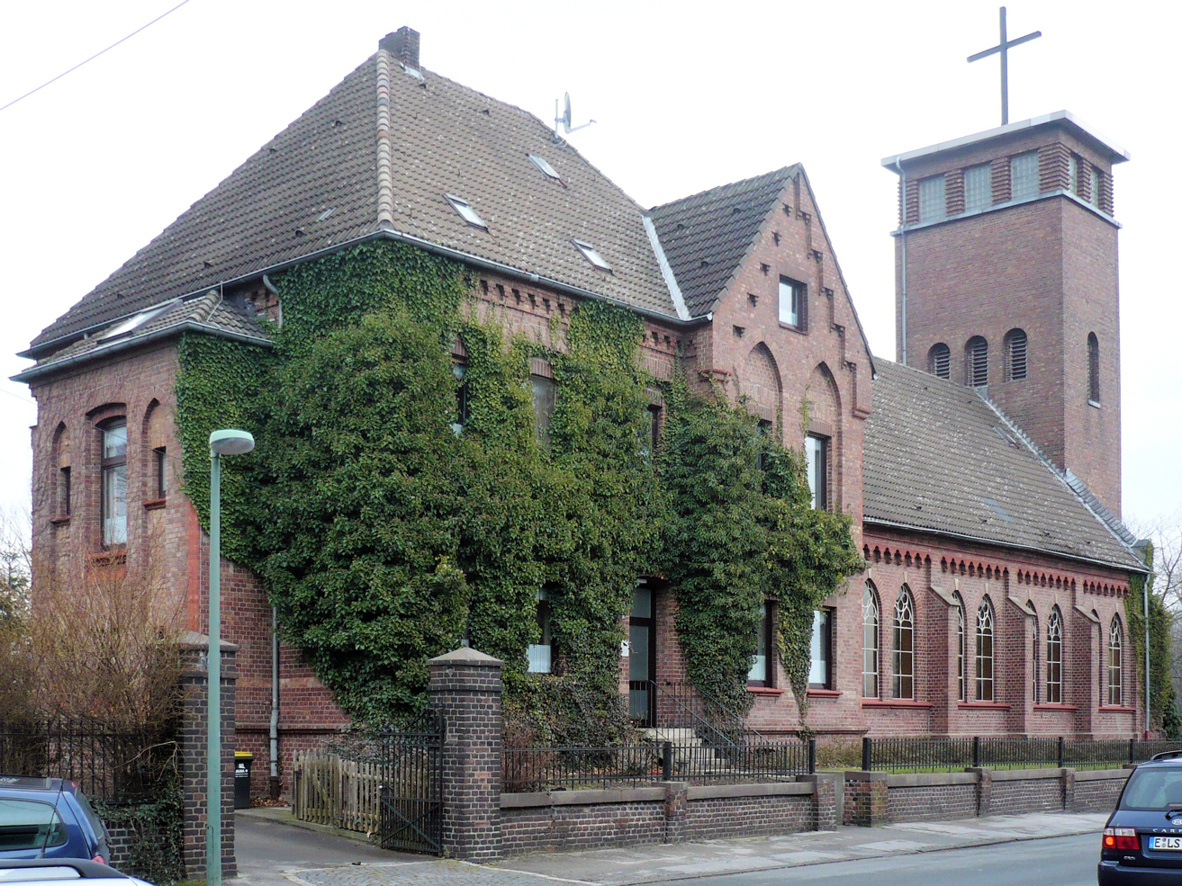
Evangelische Gnadenkirche der Gemeinde Dellwig-Frintrop-Gerschede
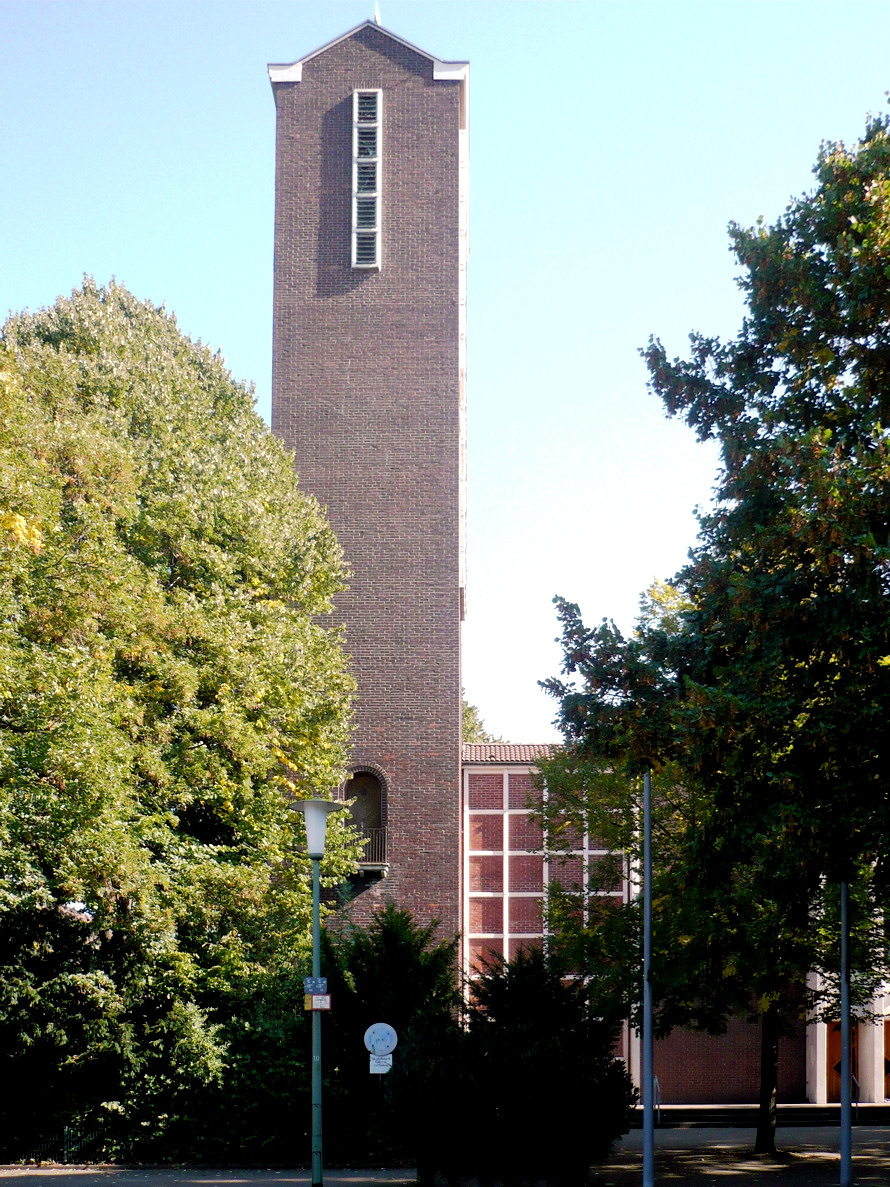
Katholische Herz-Jesu-Kirche (2008 abgerissen)
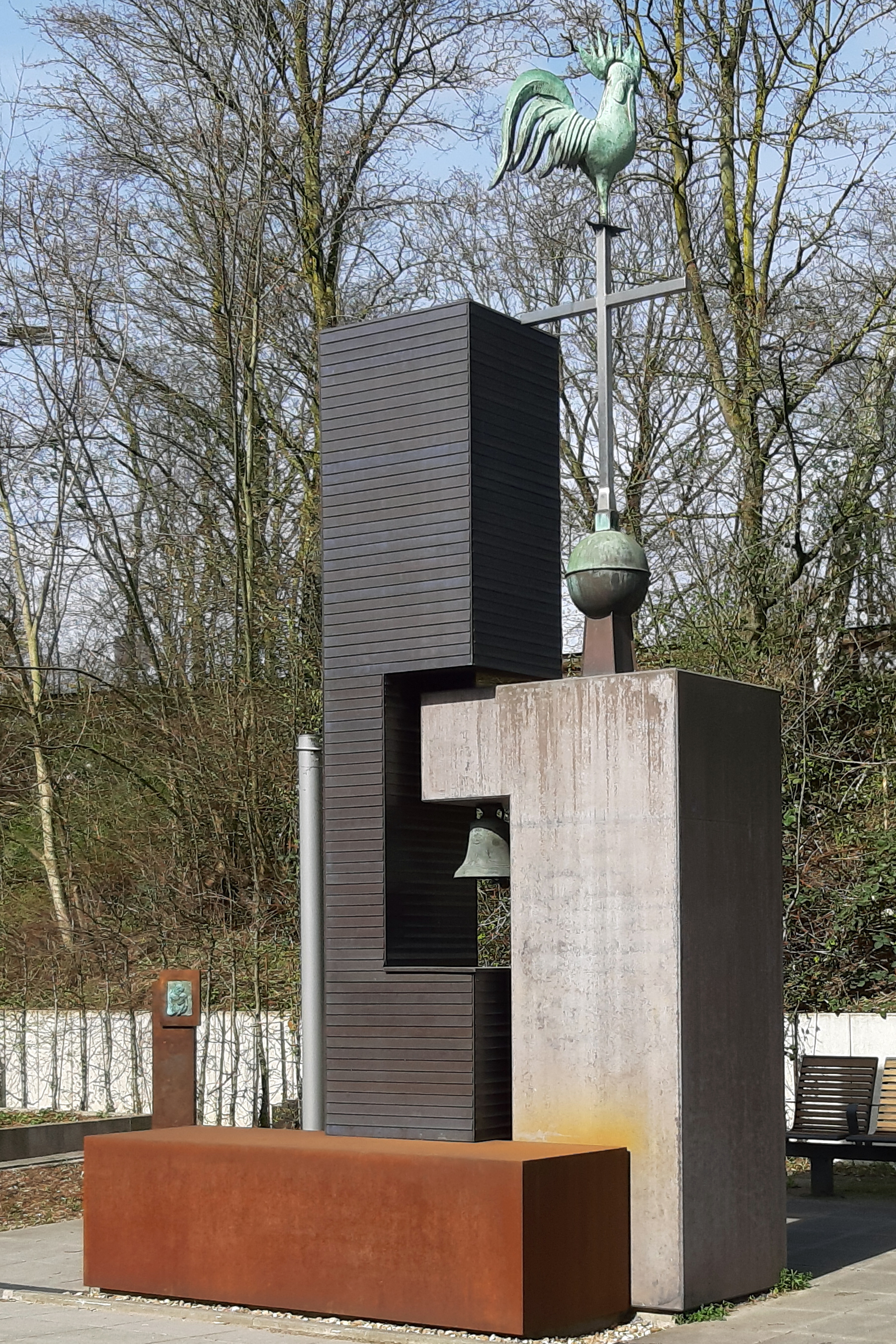
Hahn und Turmkreuz der Herz-Jesu-Kirche

#### Postwesen
Am 16. Februar 1881 beantragte die Schulgemeinde Frintrop offiziell die Einrichtung einer Postagentur. Diese wurde am 1. Mai 1884 im Haus der heutigen Dorfwirtschaft eingerichtet und am 1. Oktober 1891 zum Kaiserlichen Postamt III erhoben. Das Amt zog in den bestehenden Altbau der Mädchenschule Frintrop I aus dem Jahr 1874 auf die Frintroper Höhe. Die Mädchenschule erhielt einen Neubau. Mit der Eingemeindung Frintrops zur Stadt Essen im Jahr 1915 begann die Eigenständigkeit des Frintroper Postamts, da es zuvor zum Amtsbereich Oberhausen gehörte. Zum 1. Dezember 1941 wurde Frintrop zur Zweigstelle des Postamts Borbeck. Im April 1945 wurde der Postbetrieb aufgrund der Kriegswirren vorübergehend eingestellt. Das Postgebäude am Schulstandort Frintroper Höhe war stark beschädigt, so dass folgend Räume in der Gaststätte Erb (heute Alt-Frintrop) genutzt wurden. Von 1949 bis 1963 befand sich die Post im Stammhaus an der Schloßstraße. 1952 kam eine Poststelle am Höhenweg 77 hinzu. 1963 wurde an der Ecke Oberhauser-/Frintroper Straße ein Gebäude errichtet, das der Post und einer Polizeiwache diente. Ein Jahr später zog die Poststelle in ein Amtsgebäude am Höhenweg. Der letzte Standort des Postamtes Frintrop an der Frintroper Straße 403 wurde im Jahre 2007 aufgehoben und die postalischen Dienstleistungen in den örtlichen Einzelhandel integriert. Seit 2018 befindet sich eine Filiale der Deutschen Post an der Frintroper Straße 422.

#### Eisenbahn

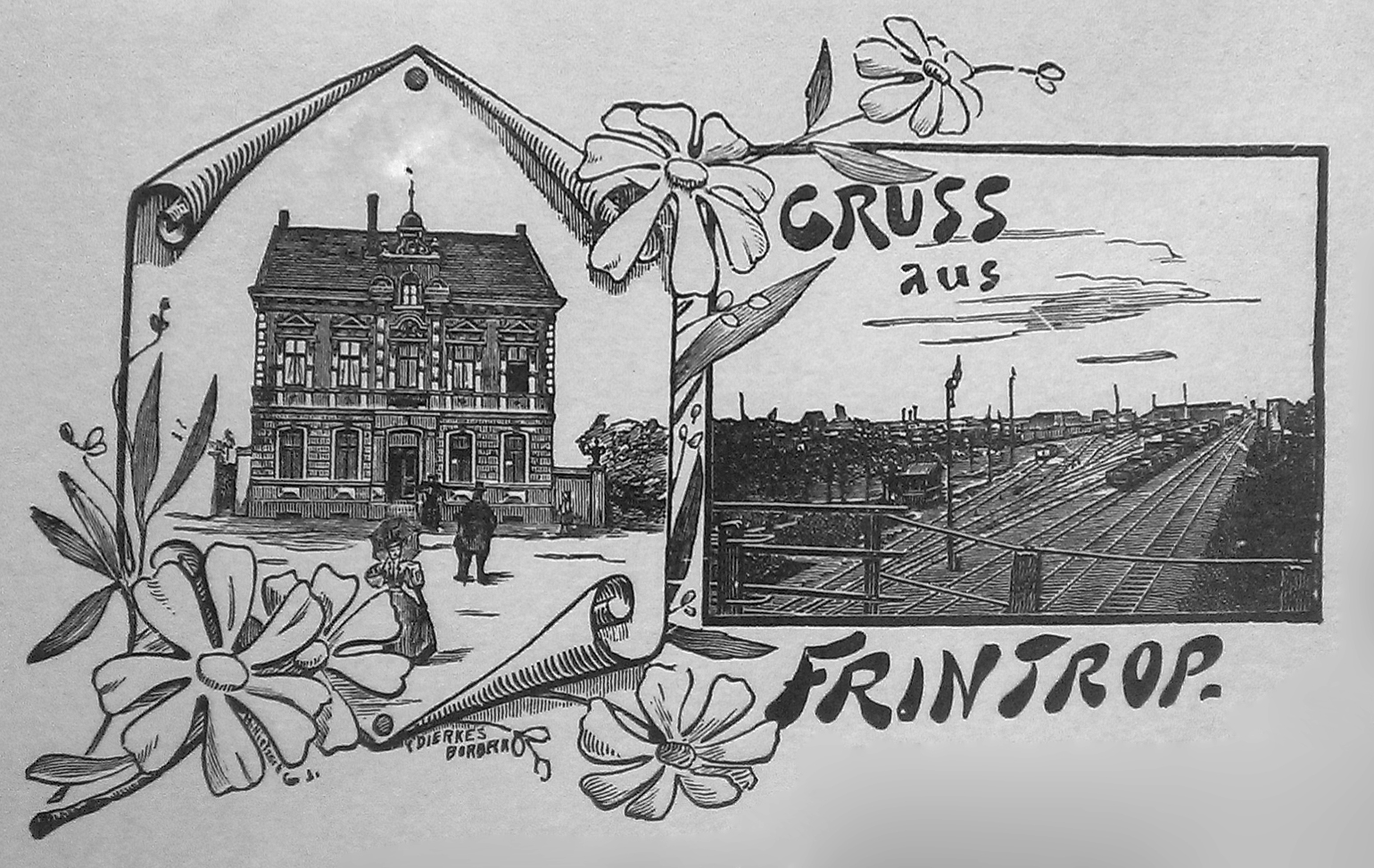
Rechts: Verschiebebahnhof, links: Gaststätte von Heinrich Große Bremer (Unterfrintrop)

Am 1. Dezember 1872 erhielt Frintrop mit der Strecke von Heißen über Borbeck nach Frintrop der Rheinischen Eisenbahn-Gesellschaft Bahnanschluss, zunächst nur im Güterverkehr. Zum 1. Juli 1879 nahm der Personenbahnhof Frintrop seinen Betrieb auf. Er wurde  1946 aufgegeben. Die Eisenbahnstrecke Köln-Minden der gleichnamigen Gesellschaft war, parallel verlaufend, bereits seit dem 15. Mai 1847 in Betrieb. Beide Strecken waren zur Zeit der Industrialisierung wichtige Güterstrecken zum Transport von Kohle und Stahl. Nach Baubeginn im November 1883 wurde durch die Köln-Mindener Eisenbahn am 1. Oktober 1885 ein Rangierbahnhof eröffnet, der sich auf dem Gebiet Frintrop-Dellwig bis nach Oberhausen zum bis dahin größten Güterverschiebebahnhof in Europa entwickelte. Er war einer der wichtigsten Knotenbahnhöfe für den Güterverkehr des Ruhrgebiets (mit über 70 Harfengleisen zum Rangierbetrieb) und besaß ein Bahnbetriebswerk mit drei Drehscheiben und einem Ringlokschuppen. 1907 wurde die Eisenbahnbrücke zwischen Dellwiger- und Ripshorster Straße über den Rangierbahnhof errichtet.
1912 errichtete die Eisenbahnverwaltung als Bauherr an der Ecke Unter- und Dellwiger Straße ein Ledigenheim angrenzend an ein Gebäude, das der Volksmund Übernachtung nannte und in dem sich viele kleine Einzelkammern befanden. Auch die benachbarte Straßenbahnhaltestelle hieß Übernachtung. Im Untergeschoss dieses Gebäudes gab es eine Badeabteilung mit Dusche und Wannenbädern, die auch von den Bürgern für ein Entgelt von 20 Pfennigen je 30 Minuten Badezeit benutzt werden durften. Schlafen durften hier nur Eisenbahner, die mit den Güterzügen zum Verschiebebahnhof kamen und erst am nächsten Tag weiterfuhren. Heute befindet sich an dieser Stelle das Seniorenheim Papst-Leo-Haus. 
Es wohnten viele Eisenbahner in Frintrop und Umgebung. Entsprechender Wohnraum entstand in unmittelbarer Nähe zur Köln-Mindener Strecke. In Unterfrintrop, vor allem um den Verschiebebahnhof, entstanden viele Gaststätten für die Bahnbediensteten genauso wie für die zahlreichen Hütten- und Zechenarbeiter, die hier als Ledige wohnten.
Mit Schließung der Phoenixhütte 1926 folgte auch die Schließung des Rangierbahnhofs, der am 5. Oktober 1930 endgültig stillgelegt wurde. Seine Aufgaben übernahm der neuerrichtete Bahnhof Osterfeld Süd.
Allerdings ist nach heutiger Aufteilung der Stadtteilflächen im Essener Westen der ehemalige Bahnhof auf der heutigen Fläche des Stadtteils Dellwig. Er war jedoch in der Vergangenheit bei der Bundesbahn immer mit Frintrop benannt.
Am 10. Oktober 1896 fand erstmals ein Wochenmarkt auf dem Marktplatz in Unterfrintrop statt. Um 1900 trat die Emscher so stark über ihre Ufer, dass in Unterfrintrop große Teile der Infrastruktur lahmgelegt wurden.
Aus der Brache des Frintroper Verschiebebahnhofs wurde im Jahr 2007 der Landschaftspark Gleispark Frintrop mit Rad- und Wanderwegen.

#### Bergbauschacht Kattendahl
Dort, wo sich heute an der Oberhauser Straße/Einmündung der Straße Kattendahl eine Grünfläche mit Spielplatz befindet, existierte von 1903 bis 1931 der Bergbauschacht Kattendahl. Er gehörte zur Zeche Königsberg, die wiederum zur Zeche Oberhausen in Oberhausen gehörig war, und diente als Wetterschacht und zur Einfahrt der Bergleute. Mit dem Abteufen des Schachts mit einem Durchmesser von 4,5 Metern wurde 1903 begonnen. 1904 wurde bei einer Teufe von 150 Metern (74 m unter dem Meeresspiegel) die erste Sohle angesetzt. Im März 1931 schloss die Gutehoffnungshütte, zu der die Zeche Oberhausen gehörte, das Werk um Schacht Kattendahl. 1932 wurden die Übertageanlagen abgebaut, der Schacht im Jahre 1959 endgültig verfüllt und mit einer runden Betonplatte verschlossen. Diese ist heute das einzig erkennbare Bergbaurelikt in Frintrop. Nach regelmäßigen Kontrollen wurde der Bereich am 21. Januar 1966 offiziell aus der Bergaufsicht entlassen und nachfolgend die heutige Grünfläche angelegt. Aufgrund der aufstrebenden Industrie zogen seinerzeit viele Arbeitssuchende nach Frintrop. Viele Handwerker, teils aus Ostpreußen und Schlesien, aber auch aus dem gesamten übrigen Deutschland und auch aus Österreich und Italien, siedelten sich an und machten sich selbständig. Die ersten selbständigen Handwerksfirmen werden im Adressbuch von 1905 genannt. Nach dem Ersten Weltkrieg gab es noch mal einen Zuzug aus den ländlichen Gegenden, denn die Industrie brauchte immer mehr Arbeitskräfte. Es gab zwei Baugeschäfte (in der zweiten Generation), Johann Katemann und Sebastian Mengel, die Wohnraum für die zugezogenen Menschen schufen. Alteingesessene Bauernfamilien wurden durch Verkauf von Bauland wohlhabend, da die Verkaufserlöse ein Vielfaches von dem einbrachten, was man sonst durch schwere Arbeit erwirtschaften musste.

### Zeit des Nationalsozialismus

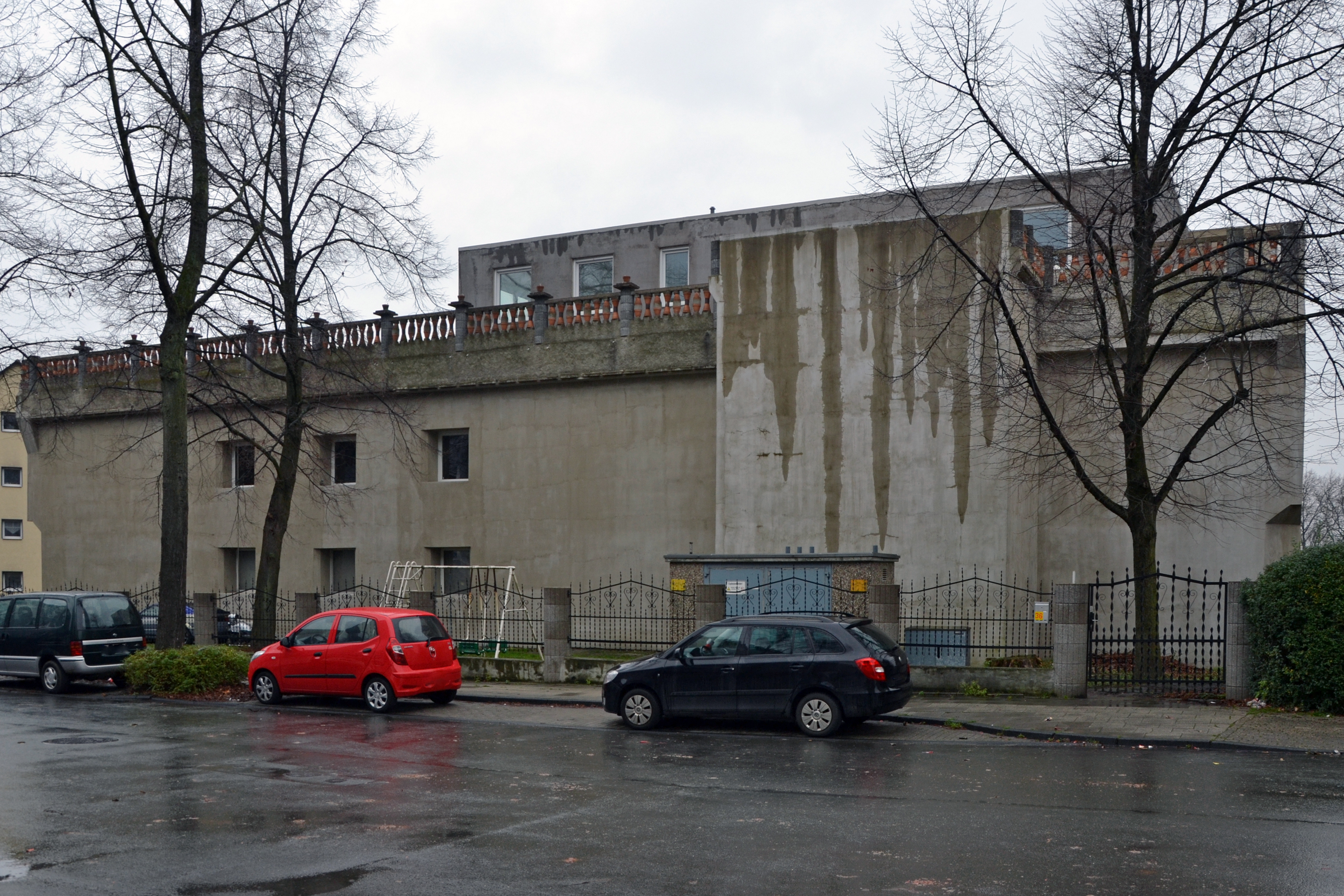
Hochbunker, Richtstraße

Der noch heute vorhandene Gedenkstein westlich der St.-Josef-Kirche ist ein unbearbeiteter Findling, der von Max von Fürstenberg dem Kriegerverein Frintrop gestiftet und am 8. Oktober 1933 eingeweiht wurde. Die ursprüngliche Tafel besaß damals den Text: Wir starben für die Heimat. Weltkrieg 1914–1918. Ein Bronzeadler mit geöffneten Flügeln und Hakenkreuz saß oben auf dem Stein. Zur Einweihung am 52. Stiftungsfest des Kriegervereins zog der Flugstaffelführer Gerstemeier einige Ehrenschleifen über den Festplatz und warf Blumen ab, die Oberst Witte am Denkmal niederlegte. 1000 Brieftauben flogen hoch. Die Feier endete mit einem dreifach ‚Siegheil‘ auf den Führer des Reiches, dem Lied der Deutschen und dem Horst-Wessel-Lied.
In der Zeit des Nationalsozialismus gehörte Frintrop zur NSDAP-Ortsgruppe Dellwig-Frintrop, einer von insgesamt 27 Ortsgruppen in Essen. Im Zweiten Weltkrieg wurde Frintrop ab 1940 aus der Luft bombardiert. In der Richtstraße in Unterfrintrop steht noch heute ein Hochbunker aus dem Anfang der 1940er Jahre, der inzwischen zu Wohnzwecken umgebaut wurde. Die Schule Frintroper Höhe am Standort der heutigen Altfriedschule wurde im November 1940 als erstes Gebäude schwer getroffen. Zuvor erhielten einige öffentliche Gebäude Schutzräume und es wurden Flakstellungen eingerichtet.
Während des Krieges, in der Nacht vom 17. auf den 18. November 1939, wurde in Oberfrintrop die Christusfigur vom Wallfahrtskreuz gerissen und vor der St.-Josef-Kirche zerstört. Daraufhin wurde von einer Frintroper Bürgerin ein neuer holzgeschnitzter Corpus gestiftet und am 18. Februar 1940 durch Pfarrer Wilhelm Segerath geweiht. Am 26. April 1943 erhielt die Gnadenkirche einen Bombentreffer, bei dem das Dach abgedeckt und die Orgel zerstört wurde. Ebenso wurde die St.-Josef-Kirche um Ostern 1943 stark beschädigt. Infolge erhielt Frintrop weitere Bombentreffer und Zerstörungen durch Flugzeugabstürze. Dabei wurden auch Schulen und das Schwesternhaus von Herz Jesu getroffen, wobei auch immer wieder Menschen ums Leben kamen.
Bereits 1927 wurde durch den Bildhauer Joseph Enseling auf dem Marktplatz in Unterfrintrop ein Ehrenmal zu Ehren der Gefallenen des Ersten Weltkriegs errichtet. Es bestand aus einer 3,3 Meter und einer 4 Meter hohen Stein-Stele. Auf der hohen war der Satz Wir widmen dieses Ehrenmal den im Glauben an Deutschlands Größe gefallenen Helden von Frintrop und Dellwig 1914–1918 und eine darüber befindliche Figur angebracht. Die linke Stele trug die Namen der Frintroper Gefallenen aus dem Ersten Weltkrieg. Die Nationalsozialisten missbrauchten das Denkmal zu Propagandazwecken und bauten es zum Volkstrauertag am 25. Februar 1934 um. So wurden beide Stelen mit Kupfer abgedeckt. Auf der großen Säule wurde eine Kugel installiert, auf der ein preußischer Seeadler mit nach rechts gewandtem Kopf das Hakenkreuz im Schnabel zeigte. Diese gesamte Bronzeskulptur war zwei Meter hoch, wobei der Adler eine Flügelspannweite von einem Meter hatte. Die kleinere Säule erhielt eine Bronzekugel mit aufgesetztem Eisernem Kreuz. Am Fuß des Denkmals zeigte eine bronzene Plakette einen Stahlhelm, gekreuzte Schwerter und Eichenlaub. Finanziert wurde das Vorhaben durch den Denkmalbauverein, der dafür den Jahresbeitrag um 10 Pfennige pro Vereinsmitglied erhöht hatte. Das Denkmal wurde beim Bombenangriff vom 31. Dezember 1944 zerstört.

### Nach dem Krieg bis heute

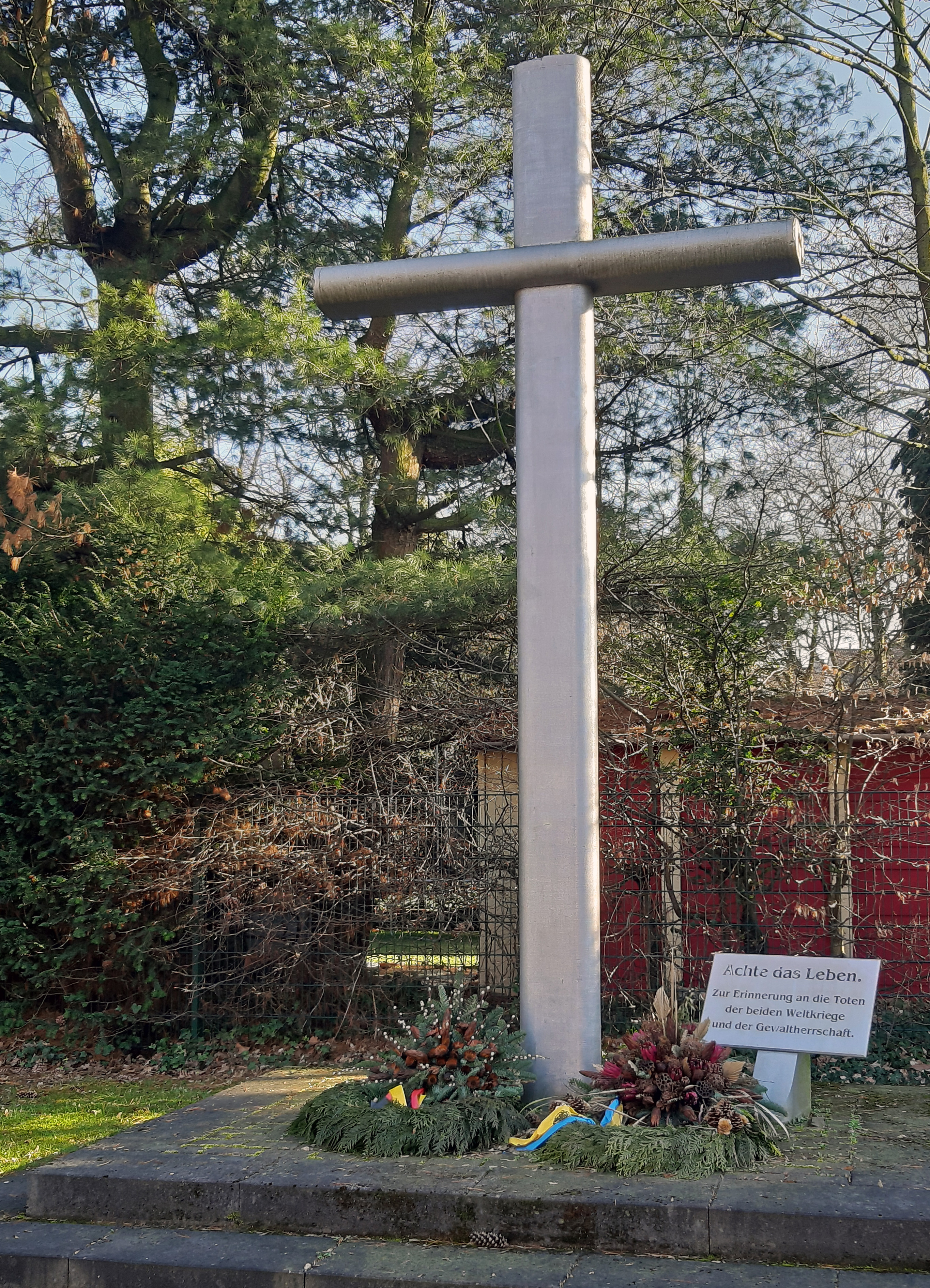
Mahn- und Gedenkkreuz in Unterfrintop

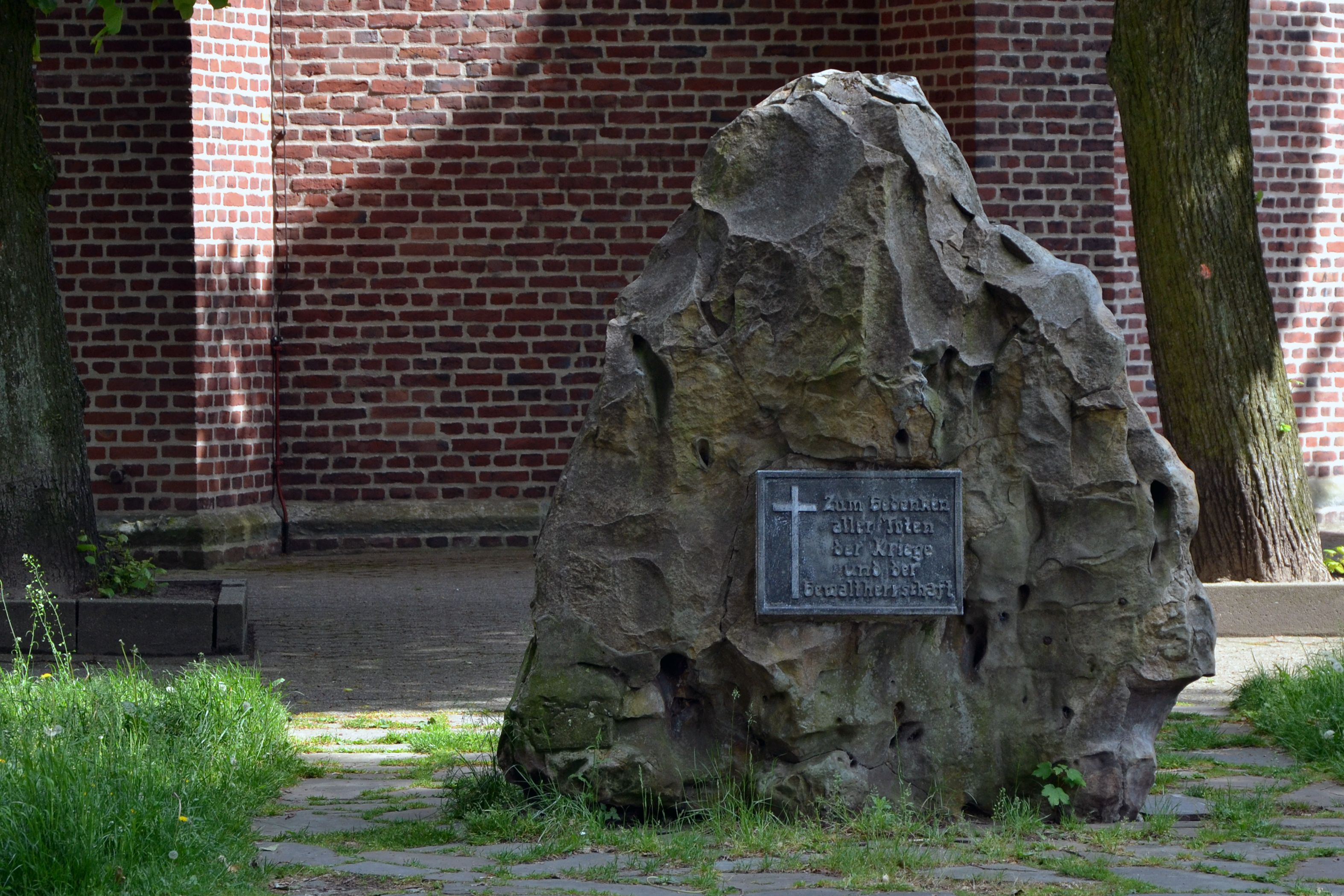
Gedenkstein an der St.-Josef-Kirche in Oberfrintrop

Am 13. September 1949 eröffnete am Frintroper Markt das Metropol-Theater mit 563 Sitzplätzen, das bis 1970 bestand. Zur Premiere wurde der Farbfilm Die Fledermaus, eine Verfilmung der gleichnamigen Operette von Johann Strauss, gezeigt. Zudem gab es Theateraufführungen und Konzerte. Im gleichen Jahr wurde auf dem Marktplatz entgegen Bürgerprotesten eine Transformatorenstation errichtet, die jahrzehntelang blieb. Am 3. Mai 1967 erhielt der Marktplatz offiziell den Namen Frintroper Markt.
Die Ausrichtung der Gedenkfeiern zum Volkstrauertag begann 1952 durch den Bürger- und Verkehrsverein Essen-Frintrop zusammen mit Ortsvereinen zunächst in Oberfrintrop am Gedenkstein westlich der St.-Josef-Kirche. Da in Unterfrintrop nun eine Gedenkstätte fehlte, stifteten Vereine 1955 ein Mahn- und Gedenkkreuz auf dem Leoplatz, das der ortsansässige Schreinermeister Johann Arzt aus Eichenholz mit bronzener Erinnerungstafel auf einem Sockel aus Ruhrsandstein errichtete. Auf der Tafel stand: Unseren Gefallenen und Toten beider Weltkriege 1914/18 u. 1939/45. Das Gedenkkreuz wurde am 31. Juli 1955 feierlich der Stadt Essen übergeben, wobei Oberbürgermeister Hans Toussaint durch den Bürgermeister Paul Jaeger vertreten wurde. Ab 1975 wurden die Gedenkfeiern durch den Sozialverband Deutschland und ab 1980 jährlich im Wechsel mit dem Sozialverband VdK Deutschland ausgerichtet. Renovierungen des Holzkreuzes fanden 1979 und 1990 statt. Dabei erhielt es einen wetterfesten Anstrich sowie eine Kupferabdeckung. Aufgrund von Sparmaßnahmen der Stadt Essen wurde der bisherige Pachtvertrag mit der Pfarrei Herz Jesu zum 31. Juli 1994 gekündigt, so dass die Kirche für die Pflege des Grundstückes verantwortlich wurde. Da die Verwitterung des Holzkreuzes nicht mehr aufzuhalten war, entschied man sich 1999 zu genereller Umgestaltung der Gedenkstätte. Da man sich für ein Material aus heimischer Produktion entschied, kam Unterstützung der Aluminium Essen GmbH, der heutigen Trimet Aluminium. Auf deren Vorschlag hin entstand ein 900 Kilogramm schweres und knapp fünf Meter hohes Aluminium-Kreuz aus einem Ovalbarren als Vollkörper, zu dem das Fundament verstärkt werden musste. Auf dem Gelände der Alu-Hütte wurde das Kreuz am 9. September 1999 erstmals gezeigt. Die Aufstellung am Leoplatz erfolgte am 9. November des Jahres, die Einweihung im Rahmen der Gedenkfeier zum Volkstrauertag folgte am 17. November durch die evangelische Kirchengemeinde Gnadenkirche und die katholische Kirchengemeinde Herz Jesu. Auf der nebenstehenden Gedenktafel stehen nun die Worte: Achte das Leben. Zur Erinnerung an die Toten der beiden Weltkriege und der Gewaltherrschaft. Nachdem 2008 die Herz-Jesu-Kirche auf Beschluss der Ruhrbistums geschlossen und niedergelegt wurde, musste aufgrund der baulichen Maßnahme die Gedenkstätte am 30. Oktober 2008 abgebaut, bei der Alu-Hütte Trimet gereinigt und am 11. November des Jahres an ihren heutigen Ort am Leoplatz gegenüber Hausnummer vier verlegt werden.
In den Jahren 1950 bis 1970 wurden mehrere, nach modernen Maßstäben geplante Siedlungen auf den noch zahlreichen, bislang landwirtschaftlich genutzten Flächen, gebaut. So erhöhten sich stetig die Einwohnerzahlen und ebenfalls die Grundstückspreise. Bauträger waren hier vornehmlich die Firmen Krupp, die Wohnungsgesellschaft Dümpten GmbH (später Thyssen Bauen und Wohnen) und Allbau. Auch durch private Bauträger wurde das Ortsbild nachhaltig verändert. In den 1970er Jahren wurden Neubaupläne für den Stadtteil erstellt. Auch Studenten der Essener Gesamthochschule schrieben darüber Studienarbeiten. Der geplante, umfangreiche Abriss alter erhaltener Gebäude wurde in großen Teilen nicht umgesetzt. Doch auch die Neubauten, die das ein oder andere alte Gebäude ersetzten, veränderten das Ortsbild weiter deutlich.
Am 1. Mai 1985 wurde das Wallfahrtskreuz in Oberfrintrop erneut gewaltsam beschädigt und einen Monat später wieder geweiht.
Am Unterfrintroper Marktplatz fand am 14. April 1989 im Beisein des damaligen Oberbürgermeisters Peter Reuschenbach der erste Spatenstich zu dessen Umbau und zur Verkehrsberuhigung angrenzender Straßen statt. Am 6. September des Jahres wurde er eingeweiht.
2005 haben die katholischen Gemeinden St. Josef und Herz-Jesu im Rahmen der Sozialaktionen in den Pfarreien anlässlich des XX. Weltjugendtags ein 4,5 Meter hohes und 300 Kilogramm schweres Kreuz aus stählernen Doppel-T-Trägern fertigen lassen. Es wurde mit einer Erläuterungstafel auf der Wiese nahe der Frintroper Friedenseiche aufgestellt.
Am 8. April 2016 schloss der Lebensmittelhändler Plassmann, der am 1. Februar 1909 mit einem Futtermittelgeschäft in Frintrop begann. Um eine neue Lebensmittelversorgung in Oberfrintrop herzustellen, wurde im Juni 2015 mit den Abrissarbeiten der Wohn- und Geschäftshäuser der Frintroper Straße 414 bis 426 begonnen. Auf dem frei gewordenen Gelände entstanden seit dem Frühjahr 2017 neue Gebäude für zwei Lebensmittelgeschäfte mit Parkplätzen sowie ein dreistöckiges Büro- und Geschäftshaus. Der Discounter Aldi-Nord wurde im Dezember 2017 als erstes Geschäft eröffnet. Einen Monat später folgte Rewe sowie wenig später das Geschäftshaus sowie eine Filiale der Deutschen Post an der Frintroper Straße.

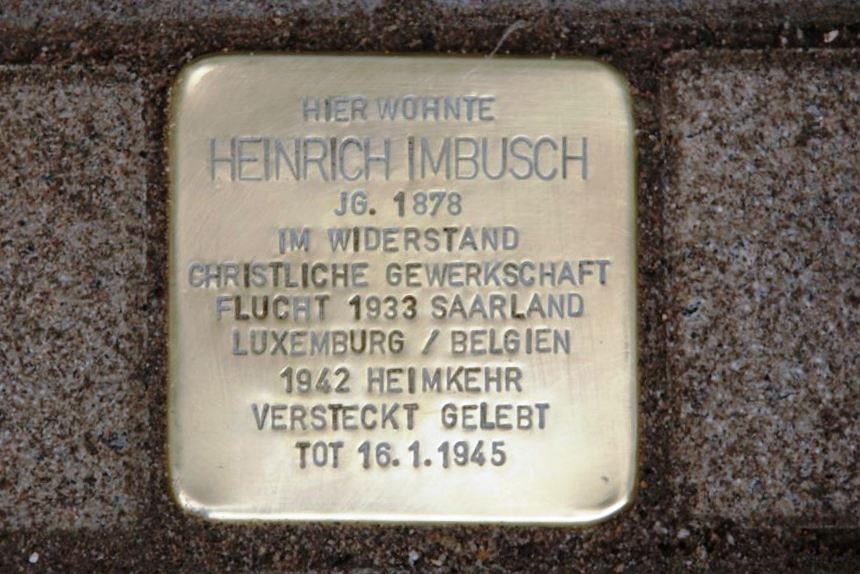
Stolperstein für Heinrich Imbusch

Für den Gewerkschaftsführer Heinrich Imbusch, der 1881 mit seiner Familie nach Frintrop zog, wurde am 23. Mai 2018 vor seinem Haus am Höhenweg 30 ein Stolperstein verlegt (siehe hier). Er erinnert daran, dass Imbusch nach dem Verbot der Gewerkschaften mit seiner Familie im Mai 1933 vor der Verfolgung aus Deutschland floh, nach mehreren Stationen schließlich aus Belgien ausgewiesen und von Freunden in Essen versteckt wurde. Im Januar 1945 starb er an einer Lungenentzündung.
Am 13. November 2018 eröffnete an der Unterstraße der 14,6 Millionen Euro teure Neubau des Seniorenheims Papst-Leo-Haus. Die offizielle Einweihung fand am 7. Februar 2019 durch Oberbürgermeister Thomas Kufen statt. Während seiner rund dreijährigen Bauzeit waren die Bewohner in einer Einrichtung in Vogelheim untergebracht. Die Ordensschwestern der Armen Dienstmägde Jesu Christi legten im Jahr 1930 den Grundstein für das erste Papst-Leo-Haus. Ein weiterer Neubau für Seniorenwohnungen ist am Marktplatz in Unterfrintrop geplant, an dessen Stelle im Dezember 2018 das Gebäude eines am 17. März des Jahres geschlossenen Netto-Discounters abgerissen wurde. Seitdem gibt es in Unterfrintrop keine Lebensmittelversorgung mehr.

### Wappen

Wappen von Frintrop

Blasonierung: „In Silber (Weiß), um drei grüne Lindenblätter (für Dorflinde) zur Schildmitte gruppierte rote Häuser mit schwarzem Fachwerk und offenem Rundfenster.“
Das Wappen wurde von Kurt Schweder entworfen und hatte nie offiziellen Charakter. Ende der 1980er Jahre schuf der Heraldiker für alle Essener Stadtteile Wappen. Sie sind inzwischen von der Essener Bevölkerung gut angenommen worden. Bedeutung: Frintrop stammt von „Vrilincdorpe“ - „Dorf der Freien“, eine andere Deutung entstammt der keltischen Sprache und beschreibt ein „Dorf im sumpfigen Land“. Das Wappen ist ein sogenanntes „redendes Wappen“; es stellt eine Dorfanlage (Häuser) um eine Dorflinde (Lindenblätter) dar.

### Straßennamen
Wegen der lockeren Bebauung war es nicht üblich, Namensschilder am Anfang und Ende einer Straße zu setzen. Diese Funktion erfüllten die Hausnummernschilder, die außer der Hausnummer in kleiner Schrift den Straßennamen verzeichneten. Ortsunkundige fanden auch so abgelegene Gebäude. Bei der geringen Größe der Schilder waren kurze Namen zweckmäßig – so erfand der Borbecker Bürgermeister Rudolf Heinrich (1881–1907) um 1890 Kurzformen wie Roll-, Poll- oder Zollstraße. Die Glockenstraße hieß früher Glückstraße.
Der Höhenweg verbindet Ober- mit Unterfrintrop. Die Frintroper Straße wurde 1791 als Essener Chaussee angelegt und am 30. April 1891 in Essener Straße und schließlich am 9. Juli 1915, nach der Eingemeindung zur Stadt Essen, in Frintroper Straße umbenannt. Davon zweigte nach Süden die seit 30. April 1891 sogenannte Hermannstraße ab, die seit 9. Juli 1915 Himmelpforten heißt. Sie war nach Hermann Knotte benannt, der mit seinem Bruder Wilhelm den Platz zur Errichtung der St.-Josef-Kirche stiftete. Hermann ließ 1893 das Gasthaus an der Ecke Frintroper Straße/Hermannstraße errichten, das heute die Gaststätte Alt-Frintrop beherbergt. Die Pfarrkirche St. Josef verhalf zum heutigen Straßennamen Himmelpforten. Sie verbindet die Frintroper Straße mit der Oberhauser Straße, die bis 1915 Kahrstraße hieß und direkt in die hier angrenzende Nachbarstadt Oberhausen führt.

### Schulen
Mit der Schule Frintroper Höhe (ehemals Frintrop I), der Stifter- (ehemals Frintrop II) und der Neerfeldschule (ehemals Frintrop III) gab es einst drei Schulen in Frintrop.
Zudem gab es ab 1884 die erste evangelische Schule an der Ecke Laaksweg/Frintroper Straße, genannt am Mennekesberg. Sie wurde 1895 durch die evangelische Volksschule am Höhenweg (damals Turmstraße) gegenüber der Einmündung Klaumberghang ersetzt. Diese wurde zum Schuljahr 1939/40 aufgelöst und 1940 umgebaut und mit einem splitter- und glassicheren Schutzraum versehen. Am 12. Dezember 1944 wurde das Gebäude der ehemaligen Schule durch Bombentreffer schließlich zerstört, wobei drei Menschen starben. Es wurde nicht wieder aufgebaut.

#### Altfriedschule

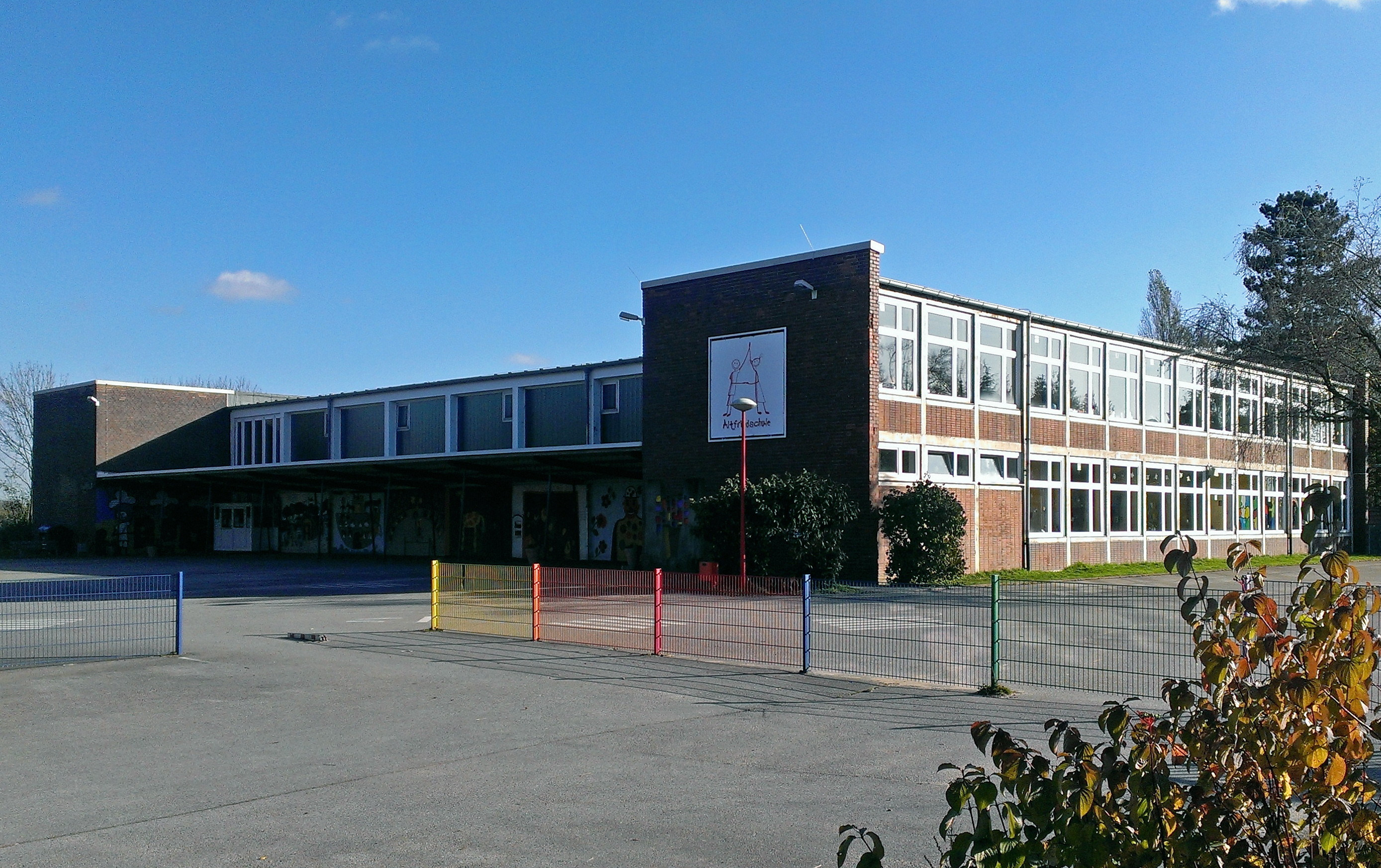
Altfriedschule

Die einzige heutige Schule in Frintrop ist die Ende Oktober 1960 eröffnete und im Eigentum der Stadt Essen befindliche katholische Altfried-Grundschule in Oberfrintrop an der Frintroper Straße. Der zweigeschossige Bau steht mit Turnhalle auf einem 7450 Quadratmeter großen Grundstück. Der Rat der Stadt beschloss am 28. November 2018 eine Erweiterung der Schule, deren Bau derzeit (2020) stattfindet.
Der Ursprung der Altfriedschule lag in einer Schule an der Jagdstraße im unteren Frintrop. Diese wurde durch Familie Stratmann gen. Köper betrieben. Ihr Familienoberhaupt war von der Essener Fürstäbtissin beauftragt worden, Kindern aus den umliegenden Gemeinden Borbeck, Frintrop, Dellwig, Bedingrade, Lippern und Lirich in ihrem Haus zu unterrichten. Dafür mussten die Eltern der Schüler Schulgeld von wöchentlich sechs Pfennigen aufbringen.
Nachdem die Schule an der Jagdstraße 1843 geschlossen worden war, eröffnete 1845 die Frintroper Schule auf der Frintroper Höhe als Ersatz. 1875 wurde dieses Gebäude zur Mädchenschule. Im gleichen Jahr kam ein neues Haus als reine Knabenschule an der Stelle der heutigen Altfriedschule hinzu. Jungen- und Mädchenschule eröffneten am 10. Juni 1865 und erhielten gemeinsam den Namen Katholische Schule Frintrop I. 1891 erhielt die katholische Mädchenschule einen Neubau, der am 7. November des Jahres eröffnete. In den weiter bestehenden Altbau aus dem Jahr 1875 zog in diesem Jahr das Kaiserliche Postamt III. Im Oktober 1927 wurde eine neue Turnhalle nahe der Reckstraße eröffnet.
Die ursprünglich konfessionelle Schule erhielt zum Schuljahr 1939/40 als Gemeinschaftsschule den Namen Frintroper Höhe. Sie wurde im Zweiten Weltkrieg bereits in der Nacht zum 9. November 1940 schwer durch Bomben beschädigt, so dass der Unterricht erst nach fünf Tagen in zwei Räumen wieder aufgenommen werden konnte. Zur Unterbringung von Soldaten mussten 1941 einige Schulräume freigemacht werden. Im März 1942 kamen ausgebombte Menschen aus der nahen Umgebung in der Schule unter. In der Nacht zum 23. Juni 1943 wurde sie durch alliierte Luftangriffe völlig zerstört.
Als 49. Essener Schulneubau nach dem Zweiten Weltkrieg wurde die Altfriedschule am 28. Oktober 1960 eröffnet und ersetzt die im Krieg zerstörte Katholische Schule Frintrop I. Im Jahr 2020 wird die Altfriedschule erweitert. Bei den Bauarbeiten wurde im Herbst des Jahres ein runder Brunnenschacht aus Backsteinen gemauert entdeckt. Die Stadtarchäologie datiert ihn auf die Mitte des 19. Jahrhunderts und legt die Vermutung nahe, dass dieser zusammen mit bei diesen Bauarbeiten gefundenen Ziegelfundamenten zur 1845 erbauten Frintroper Schule gehört.

#### Ehemalige Stifterschule

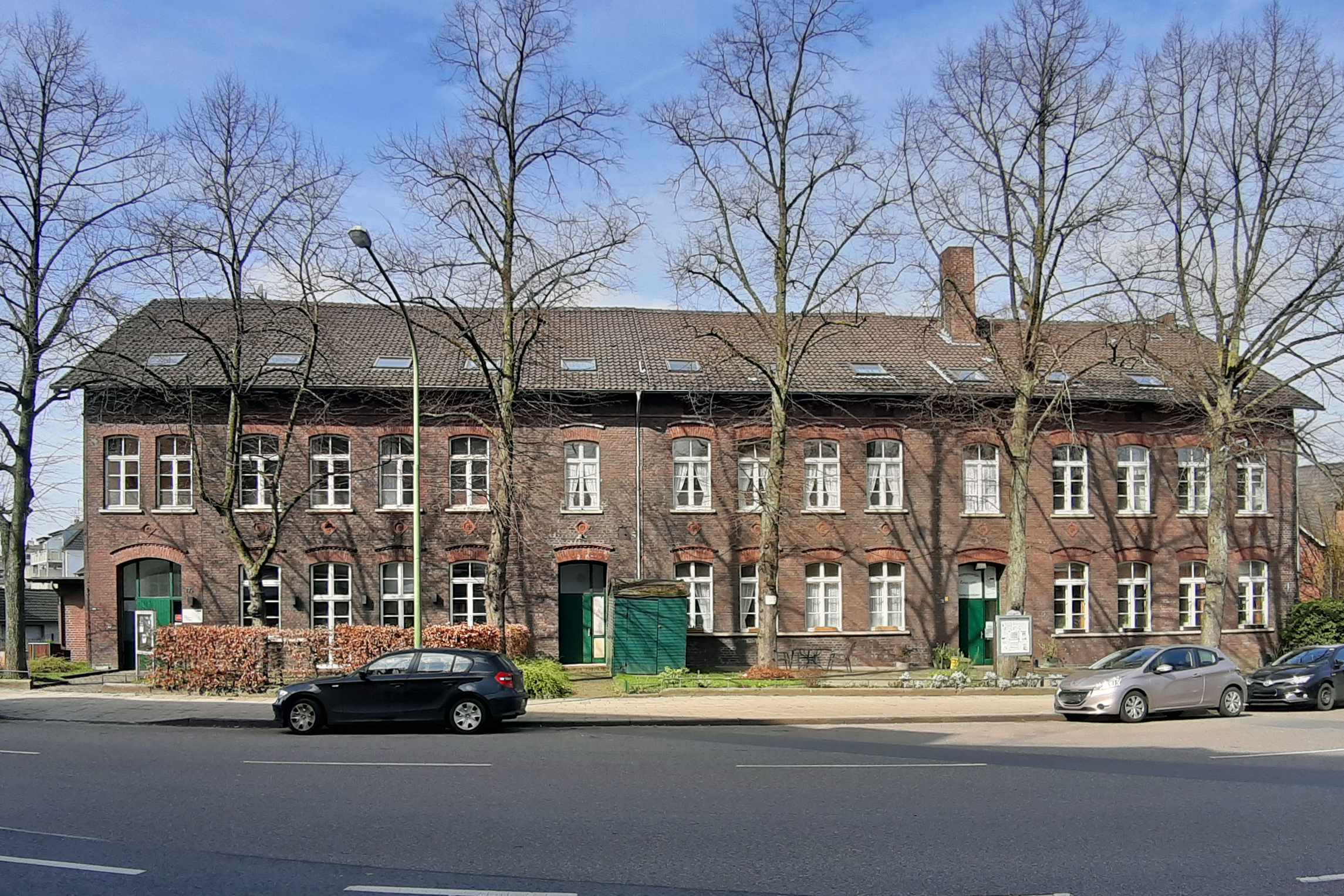
Ehemalige Stifterschule

Das zweieinhalbgeschossige Backsteingebäude der katholischen Schule Frintrop II wurde an der Unterstraße gegenüber der Einmündung der Baustraße errichtet und steht seit 1987 unter Denkmalschutz. Die finanziellen Mittel zum Bau der Schule wurden in der Gemeinderatssitzung vom 23. März 1868 bewilligt. Am 3. November 1875 wurde sie als Schule Frintrop II eröffnet. 1918 wurde der später als Heimatdichter bekannte Hermann Hagedorn Rektor und schied aufgrund seiner Schwerhörigkeit im Mai 1943 auf eigenen Antrag aus dem Schuldienst aus.
1938 erhielt die ehemals konfessionelle Schule als Gemeinschaftsschule den Namen Stifterschule. Das Gebäude wird heute vom Ortsverein Frintrop der Arbeiterwohlfahrt Essen sowie dem Frintroper Zentrum (FriZ) der Jugendhilfe Essen genutzt.

#### Ehemalige Neerfeldschule/Richthofenschule/Walter-Pleitgen-Schule

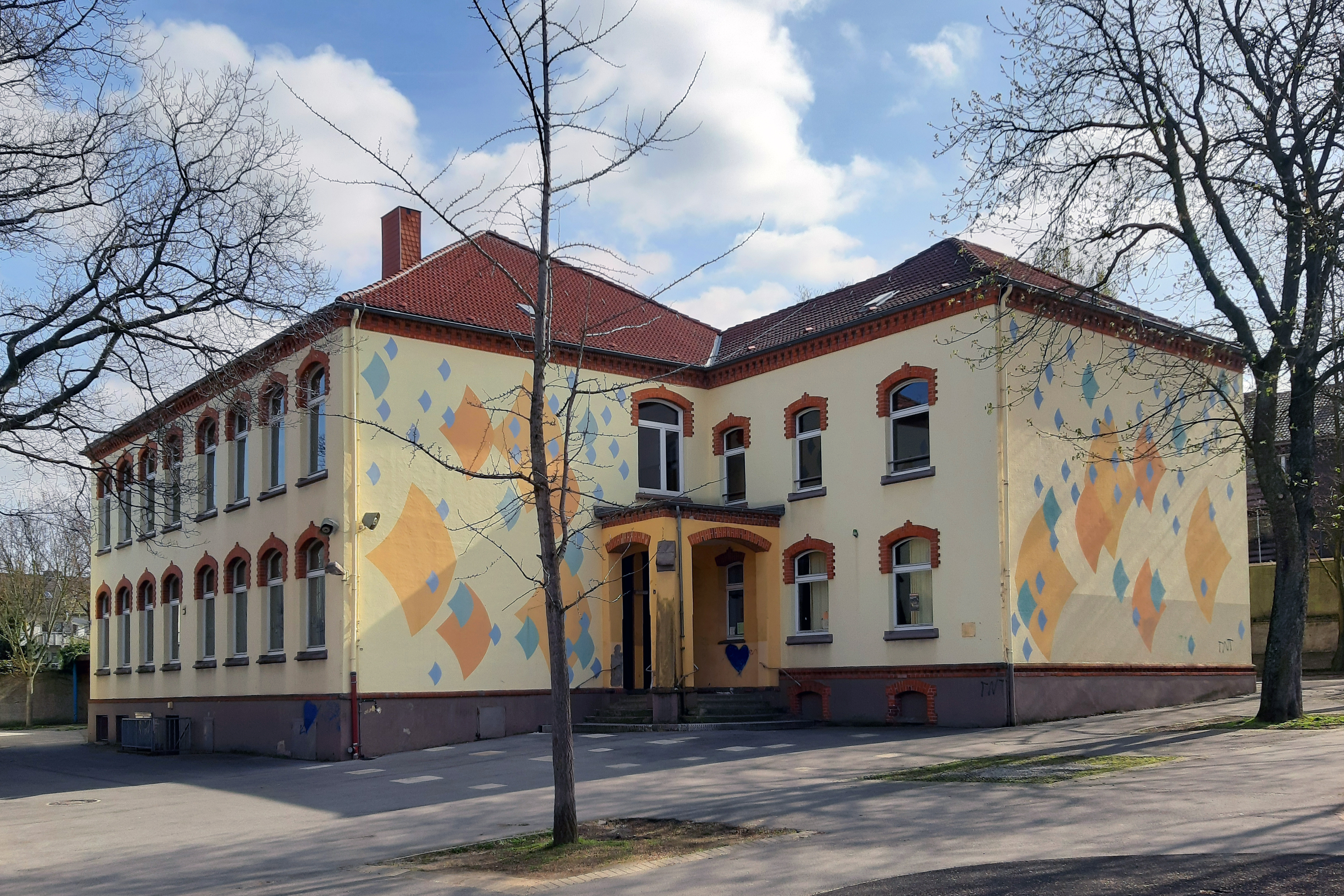
Walter-Pleitgen-Schule (2019)

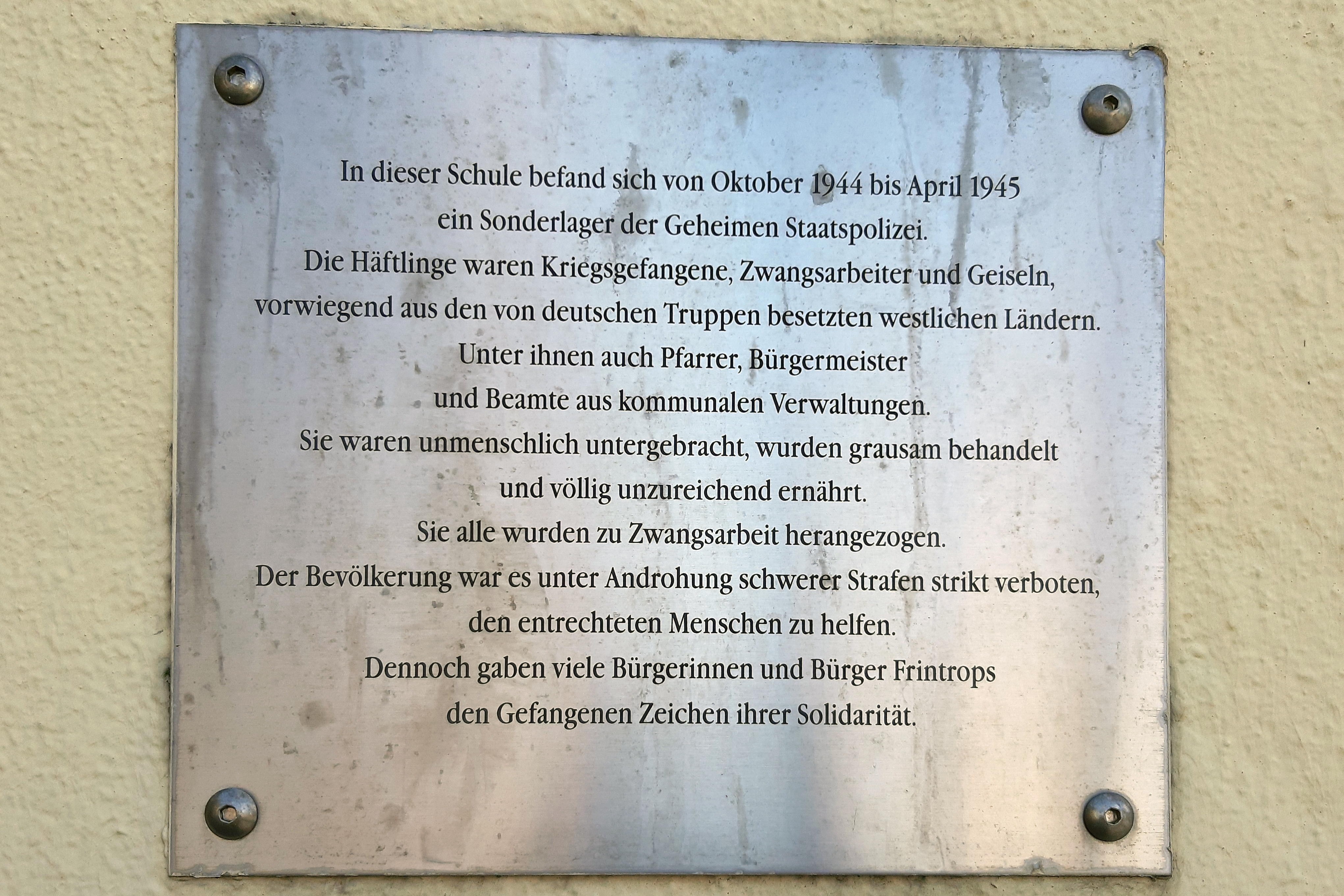
Gedenktafel an der Walter-Pleitgen-Schule

Die 1904 errichtete Neerfeldschule in Unterfrintrop an der Straße Im Neerfeld/Ecke Frintroper Straße (damals Nierstraße/Ecke Oberhausener Straße), ursprünglich katholische Volksschule III und zur Zeit des Nationalsozialismus Richthofenschule genannt, hieß seit dem 19. August 1968 Walter-Pleitgen-Schule; benannt nach einem Professor und Rektor der Pädagogischen Akademie Kettwig. Sie eröffnete als dritte Frintroper Schule und besaß acht Räume für jeweils vier Jungen- und vier Mädchenklassen. Der Bau dieser dritten Schule in Frintrop wurde aufgrund vieler Zuzüge von Arbeitskräften für die erweiterte Gutehoffnungshütte und der Zechen im nahen Oberhausen nötig. Und dennoch gab es in Frintrop im Jahr 1906 durchschnittlich 66 Kinder pro Klasse. So wurde um 1912 auf dem Schulhof behelfsmäßig eine hölzerne Baracke mit mehreren Klassenzimmern errichtet. 1926 organisierte die Schule unter dem Rektor Johannes Pesch den ersten Frintroper St.-Martinszug.
Zum Schuljahr 1939/40 wurden die konfessionellen Schulen in Gemeinschaftsschulen umgewandelt, wobei die Neerfeldschule den Namen Richthofenschule erhielt; benannt nach dem Offizier und Jagdflieger im Ersten Weltkrieg Manfred von Richthofen (Beiname: Der Rote Baron). Während des Zweiten Weltkriegs, im März 1940, wurde der Ende 1939 begonnene Luftschutzkeller der Schule nutzbar. Bei 245 Kubikmetern Raum konnten hier 123 Schulkinder Zuflucht finden, da pro Kind zwei Kubikmeter Luft zur Verfügung stehen sollte. Im Jahr 1940 begannen erste Luftangriffe auf das Essener und benachbarte Oberhausener Stadtgebiet, wobei die Schule noch verschont blieb. Das Schulgebäude wurde am 17. April 1943 auf Veranlassung der Stadtverwaltung geräumt und dort Arbeiter der Friedrich Krupp AG untergebracht. Viele Kinder haben aufgrund der sich weiter verschlechterten Lage und der Zunahme von Fliegeralarmen mit Angehörigen die Stadt nach Möglichkeit verlassen. In der Nacht zum 15. Juni 1943 wurde das Schulhaus bei einem Bombenangriff schwer beschädigt.
Nach dem Krieg, am 9. August 1945, wurde der Schulbetrieb mit Genehmigung der Militärregierung wieder aufgenommen. Das teils beschädigte Gebäude war zunächst nur in Teilbereichen nutzbar. Zur Umbenennung 1968 wurde die Schule evangelisch und ein Jahr später zur Gemeinschaftsgrundschule. Nach der Einstellung des Grundschulbetriebes im Sommer 2013 wurde das Gebäude zwischen Oktober 2013 und 2016 als Flüchtlings-Behelfsunterkunft genutzt. Seitdem steht es leer.

##### Arbeitserziehungslager Neerfeldschule
Nachdem die als Arbeitserziehungslager genutzte Dechenschule in Altendorf durch Bomben am 23. Oktober 1944 zerstört worden war, kamen rund 200 überlebende Häftlinge (von 400) in die Neerfeldschule, die dann bis April 1945 als Sonderlager für Kriegsgefangene, Zwangsarbeiter und Geiseln diente. Dieses Lager gehörte, wie das der Dechenschule, zum Anklagekomplex gegen Krupp. Die Häftlinge stammten überwiegend aus von deutschen Truppen besetzten westlichen Gebieten. Aus Sicht der Nationalsozialisten hatten diese Menschen, unter denen auch Bürgermeister, Verwaltungsbeamte und Pastoren waren, Verfehlungen begangen. So wurden die Insassen von der Gestapo, die die Lagerleitung hatte, unzureichend ernährt und mit brutalen Methoden behandelt. Der Bevölkerung war es unter Strafe verboten, den Häftlingen Hilfe zu leisten.

### Gastwirtschaften

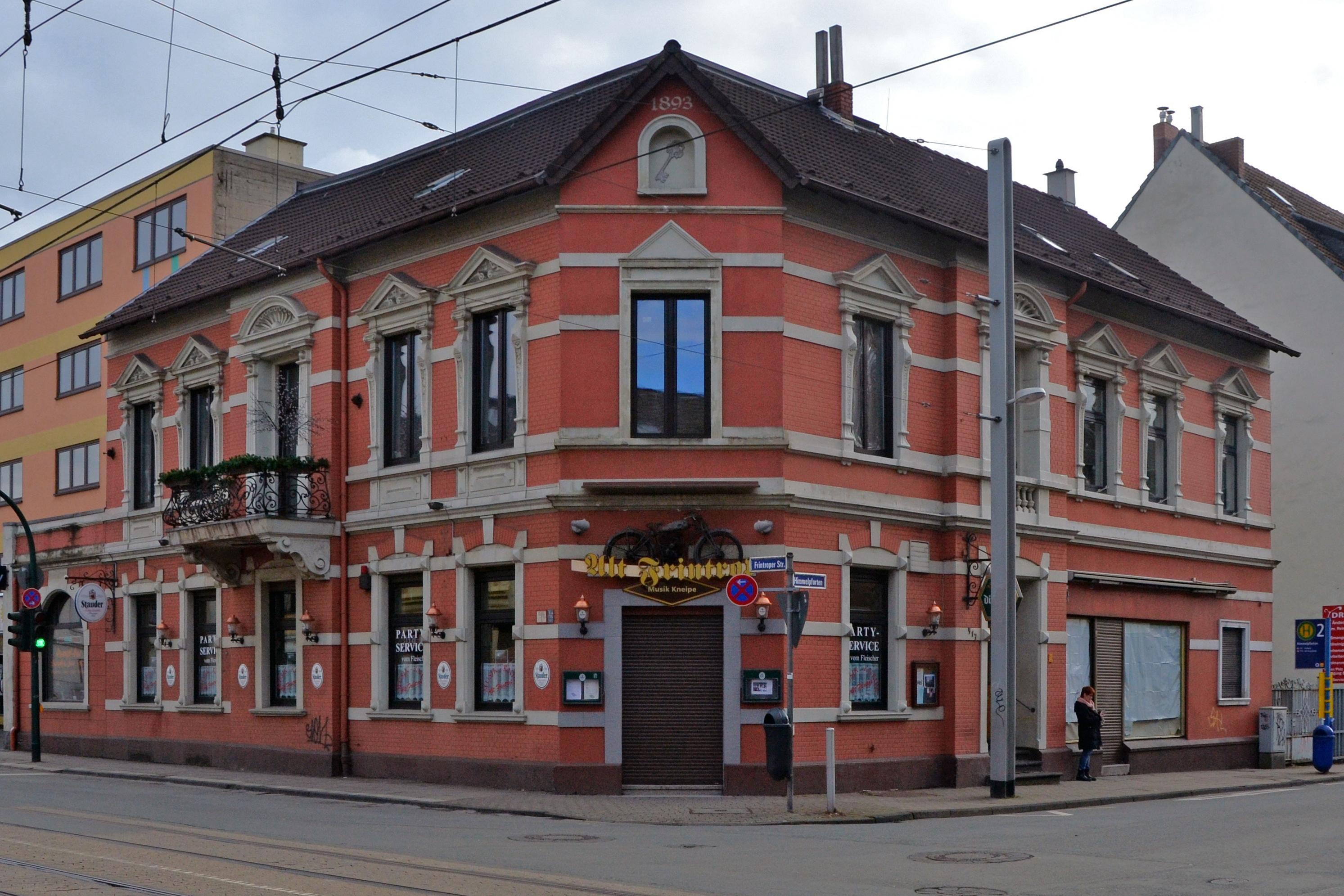
Gaststätte Alt-Frintrop, Haus 1893 durch Hermann Knotte errichtet

In Oberfrintrop, an der Ecke Turmstraße, die heute Höhenweg heißt, stand von 1891 bis zu seinem Abbruch 1917 wegen Baufälligkeit ein etwa 31 Meter hoher, hölzerner Aussichtsturm am Hotel und Restaurant Frintroper Höh von Wilhelm Voßkühler. Der Turm bot einen Ausblick nach Oberhausen, Osterfeld und Bottrop, über das westliche Emschertal. In der Wirtschaft wurde im Herbst 1903 der Turnerbund Essen-Frintrop 1903 gegründet. Die Gastwirtschaft existierte noch bis in die 1990er Jahre an dieser Stelle, allerdings in einem neueren, 1972 errichteten Gebäude. Es gab einige Gartenwirtschaften in Frintrop, in denen an Sonntagen Musik-Kapellen zum Tanz spielten. Das Gasthaus an der Ecke Frintroper Straße/Hermannstraße (heute Himmelpforten), zuletzt Alt-Frintrop (geschlossen seit 2024), beherbergte anfangs die Wirtschaft Vieselmann, in der 1908 junge Männer das Tambourkorps gründeten, aus dem zu Silvester 1922 der Spielmannszug Gut Freund hervorging, der heute noch aktive und damit älteste Spielmannszug Essens. In der Gartenwirtschaft Toni Müller, Ecke Höhenweg/Neerfeldstraße, gab es einen Teich, der im Sommer zum Kahnfahren und im Winter zum Schlittschuhlaufen einlud. Dazu spielte eine Kapelle Musik. Einige alteingesessene Gasthäuser gibt es noch heute. Das Stammhaus, welches auf eine jahrhundertealte Tradition zurückblickt (bis zurück in die Zeit des Dreißigjährigen Krieges 1618–1648), das Haus Püttmann (seit August 2008 nicht mehr in Familienbesitz und seitdem unter dem Namen Dorfwirtschaft), die Gaststätte Wienert an der Unterstraße/Ecke Höhenweg und das Stöckmann`s Restaurant, (seit 1885) an der Oberhauser Straße. Es gibt noch weitere Gaststätten am Ort, die bereits lange bestehen, aber häufige Pächter- oder Besitzerwechsel erlebten.